# فهرست برندگان مسابقه آواز یوروویژن
تا کنون ۶۳ ترانه برنده مسابقه آواز یوروویژن شده‌اند. این جایزه هر ساله توسط کشورهای عضو اتحادیه پخش برنامه‌های اروپایی سازماندهی می‌شود. این مسابقات از سال ۱۹۵۶ هر سال اجرا می‌شود و یکی از قدیمی‌ترین برنامه‌های تلویزیونی در جهان محسوب می‌شود.

## فهرست
| سال  | تاریخ                                          | شهر میزبان                                     | برنده                                          | ترانه                                                                                    | اجراکننده                                      | نویسندگان                                                    | امتیازات                                       | تفاوت                                          | مقام دوم                |
| ---- | ---------------------------------------------- | ---------------------------------------------- | ---------------------------------------------- | ---------------------------------------------------------------------------------------- | ---------------------------------------------- | ------------------------------------------------------------ | ---------------------------------------------- | ---------------------------------------------- | ----------------------- |
| ۱۹۵۶ | ۲۴ مه                                          | لوگنو                                          | سوئیس                                          | "Refrain"                                                                                | لیس آسیا                                       | Géo Voumard، Émile Gardaz                                    | هیچ‌گاه اعلام نشد                               | هیچ‌گاه اعلام نشد                               | هیچ‌گاه اعلام نشد        |
| ۱۹۵۷ | ۳ مارس                                         | فرانکفورت                                      | هلند                                           | "Net als toen"                                                                           | کوری بروکن                                     | Guus Jansen, Willy van Hemert                                | ۳۱                                             | ۱۴                                             | فرانسه                  |
| ۱۹۵۸ | ۱۲ مارس                                        | هیلفرسوم                                       | فرانسه                                         | "Dors, mon amour"                                                                        | آندری کلوو                                     | Pierre Delanoë، Hubert Giraud                                | ۲۷                                             | ۳                                              | سوئیس                   |
| ۱۹۵۹ | ۱۱ مارس                                        | کن                                             | هلند                                           | "Een beetje"                                                                             | تدی شولتن                                      | Dick Schallies, Willy van Hemert                             | ۲۱                                             | ۵                                              | بریتانیا                |
| ۱۹۶۰ | ۲۹ مارس                                        | لندن                                           | فرانسه                                         | "Tom Pillibi"                                                                            | ژاکلین بویر                                    | آندره پوپ، Pierre Cour                                       | ۳۲                                             | ۷                                              | بریتانیا                |
| ۱۹۶۱ | ۱۸ مارس                                        | کن                                             | لوکزامبورگ                                     | "Nous les amoureux"                                                                      | ژان-کلود پاسکال                                | Jacques Datin, Maurice Vidalin                               | ۳۱                                             | ۶                                              | بریتانیا                |
| ۱۹۶۲ | ۱۸ مارس                                        | لوکزامبورگ                                     | فرانسه                                         | "Un premier amour"                                                                       | ایزابله اوبرت                                  | Claude-Henri Vic, Roland Stephane Valade                     | ۲۶                                             | ۱۳                                             | موناکو                  |
| ۱۹۶۳ | ۲۳ مارس                                        | لندن                                           | دانمارک                                        | "Dansevise"                                                                              | گرث و یورگن اینگمن                             | Otto Francker, Sejr Volmer-Sørensen                          | ۴۲                                             | ۲                                              | سوئیس                   |
| ۱۹۶۴ | ۲۱ مارس                                        | کپنهاگ                                         | ایتالیا                                        | "Non ho l'età"                                                                           | جیلیولا چینکوئتی                               | Nicola Salerno, Mario Pinzeri                                | ۴۹                                             | ۳۲                                             | بریتانیا                |
| ۱۹۶۵ | ۲۰ مارس                                        | ناپل                                           | لوکزامبورگ                                     | "Poupée de cire, poupée de son"                                                          | فرانس گال                                      | سرژ گنزبور                                                   | ۳۲                                             | ۶                                              | بریتانیا                |
| ۱۹۶۶ | ۵ مارس                                         | لوکزامبورگ                                     | اتریش                                          | "Merci, Chérie"                                                                          | اودو یورگنس                                    | اودو یورگنس، Thomas Hörbiger                                 | ۳۱                                             | ۱۵                                             | سوئد                    |
| ۱۹۶۷ | ۸ آوریل                                        | وین                                            | بریتانیا                                       | "Puppet on a String"                                                                     | ساندی شو                                       | Bill Martin, Phil Coulter                                    | ۴۷                                             | ۲۵                                             | ایرلند                  |
| ۱۹۶۸ | ۶ آوریل                                        | لندن                                           | اسپانیا                                        | "La, la, la"                                                                             | ماسیل                                          | Manuel de la Calva, Ramón Arcusa                             | ۲۹                                             | ۱                                              | بریتانیا                |
| ۱۹۶۹ | ۲۹ مارس                                        | مادرید                                         | اسپانیا                                        | "Vivo cantando"                                                                          | سالومه                                         | Maria José de Cerato, Aniano Alcalde                         | ۱۸                                             | مقام دومی نداشت (۴ اول)                        | مقام دومی نداشت (۴ اول) |
| ۱۹۶۹ | ۲۹ مارس                                        | مادرید                                         | بریتانیا                                       | "Boom Bang-a-Bang"                                                                       | لولو                                           | Alan Moorhouse, Peter Warne                                  | ۱۸                                             | مقام دومی نداشت (۴ اول)                        | مقام دومی نداشت (۴ اول) |
| ۱۹۶۹ | ۲۹ مارس                                        | مادرید                                         | هلند                                           | "De troubadour"                                                                          | لنی کوهر                                       | Lenny Kuhr, David Hartsema                                   | ۱۸                                             | مقام دومی نداشت (۴ اول)                        | مقام دومی نداشت (۴ اول) |
| ۱۹۶۹ | ۲۹ مارس                                        | مادرید                                         | فرانسه                                         | "Un jour, un enfant"                                                                     | فریدا بوکارا                                   | Émile Stern, Eddy Marnay                                     | ۱۸                                             | مقام دومی نداشت (۴ اول)                        | مقام دومی نداشت (۴ اول) |
| ۱۹۷۰ | ۲۱ مارس                                        | آمستردام                                       | ایرلند                                         | "All Kinds of Everything"                                                                | دانا                                           | Derry Lindsay, Jackie Smith                                  | ۳۲                                             | ۶                                              | بریتانیا                |
| ۱۹۷۱ | ۳ آوریل                                        | دوبلین                                         | موناکو                                         | "Un banc, un arbre, une rue"                                                             | سورینه                                         | Jean-Pierre Bourtayre, Yves Dessca                           | ۱۲۸                                            | ۱۲                                             | اسپانیا                 |
| ۱۹۷۲ | ۲۵ مارس                                        | ادینبرو                                        | لوکزامبورگ                                     | "Après toi"                                                                              | ویکی لیاندروس                                  | Mario Panas, Klaus Munro, Yves Dessca                        | ۱۲۸                                            | ۱۴                                             | بریتانیا                |
| ۱۹۷۳ | ۷ آوریل                                        | لوکزامبورگ                                     | لوکزامبورگ                                     | "Tu te reconnaîtras"                                                                     | آن-ماری دیوید                                  | Claude Morgan, Vline Buggy                                   | ۱۲۹                                            | ۴                                              | اسپانیا                 |
| ۱۹۷۴ | ۶ آوریل                                        | برایتون                                        | سوئد                                           | "واترلو (ترانه آبا)"                                                                     | آبا                                            | بنی اندرسون، بیورن اولویس، Stig Anderson                     | ۲۴                                             | ۶                                              | ایتالیا                 |
| ۱۹۷۵ | ۲۲ مارس                                        | استکهلم                                        | هلند                                           | "Ding-a-dong"                                                                            | تک-این                                         | Dick Bakker, Eddy Ouwens, Will Luikinga                      | ۱۵۲                                            | ۱۴                                             | بریتانیا                |
| ۱۹۷۶ | ۳ آوریل                                        | لاهه                                           | بریتانیا                                       | "Save Your Kisses for Me"                                                                | برادرهود آف من                                 | Tony Hiller، لی شرایدن، Martin Lee                           | ۱۶۴                                            | ۱۷                                             | فرانسه                  |
| ۱۹۷۷ | ۷ مه                                           | لندن                                           | فرانسه                                         | "L'oiseau et l'enfant"                                                                   | ماری مریام                                     | Jean Paul Cara, Joe Gracy                                    | ۱۳۶                                            | ۱۵                                             | بریتانیا                |
| ۱۹۷۸ | ۲۲ آوریل                                       | پاریس                                          | اسرائیل                                        | "A-Ba-Ni-Bi" (א-ב-ני-בי)                                                                 | ایزهر کوهن و آلفابتا                           | Nurit Hirsh, Ehud Manor                                      | ۱۵۷                                            | ۳۲                                             | بلژیک                   |
| ۱۹۷۹ | ۳۱ مارس                                        | اورشلیم                                        | اسرائیل                                        | "Hallelujah" (הללויה)                                                                    | گالی اتاری و مایک و هانی                       | Kobi Oshrat, Shimrit Orr                                     | ۱۲۵                                            | ۹                                              | اسپانیا                 |
| ۱۹۸۰ | ۱۹ آوریل                                       | لاهه                                           | ایرلند                                         | "What's Another Year"                                                                    | جانی لوگان                                     | Shay Healy                                                   | ۱۴۳                                            | ۱۵                                             | آلمان                   |
| ۱۹۸۱ | ۴ آوریل                                        | دوبلین                                         | بریتانیا                                       | "Making Your Mind Up"                                                                    | باکس فیز                                       | John Danter, Andy Hill                                       | ۱۳۶                                            | ۴                                              | آلمان                   |
| ۱۹۸۲ | ۲۴ آوریل                                       | هروگیت                                         | آلمان                                          | "Ein bißchen Frieden"                                                                    | نیکول                                          | Ralph Siegel, Bernd Meinunger                                | ۱۶۱                                            | ۶۱                                             | اسرائیل                 |
| ۱۹۸۳ | ۲۳ آوریل                                       | مونیخ                                          | لوکزامبورگ                                     | "Si la vie est cadeau"                                                                   | کارینه هرمس                                    | Jean-Pierre Millers, Alain Garcia                            | ۱۴۲                                            | ۶                                              | اسرائیل                 |
| ۱۹۸۴ | ۵ مه                                           | لوکزامبورگ                                     | سوئد                                           | "Diggi-Loo Diggi-Ley"                                                                    | هریایس                                         | Torgny Söderberg, Britt Lindeborg                            | ۱۴۵                                            | ۸                                              | ایرلند                  |
| ۱۹۸۵ | ۴ مه                                           | یوتبری                                         | نروژ                                           | "La det swinge"                                                                          | بابی ساکس                                      | رولف لولاند                                                  | ۱۲۳                                            | ۱۸                                             | آلمان                   |
| ۱۹۸۶ | ۳ مه                                           | برگن                                           | بلژیک                                          | "J'aime la vie"                                                                          | ساندرا کیم                                     | Jean-Paul Furnémont, Angelo Crisci, Rosario Marino Atria     | ۱۷۶                                            | ۳۶                                             | سوئیس                   |
| ۱۹۸۷ | ۹ مه                                           | بروکسل                                         | ایرلند                                         | "Hold Me Now"                                                                            | جانی لوگان                                     | Johnny Logan                                                 | ۱۷۲                                            | ۳۱                                             | آلمان                   |
| ۱۹۸۸ | ۳۰ آوریل                                       | دوبلین                                         | سوئیس                                          | "بی من مرو"                                                                              | سلین دیون                                      | Atilla Şereftuğ، Nella Martinetti                            | ۱۳۷                                            | ۱                                              | بریتانیا                |
| ۱۹۸۹ | ۶ مه                                           | لوزان                                          | یوگسلاوی                                       | "Rock Me"                                                                                | ریوا                                           | Rajko Dujmić, Stevo Cvikić                                   | ۱۳۷                                            | ۷                                              | بریتانیا                |
| ۱۹۹۰ | ۵ مه                                           | زاگرب                                          | ایتالیا                                        | "Insieme: 1992"                                                                          | توتو کوتوگنو                                   | توتو کوتوگنو                                                 | ۱۴۹                                            | ۱۷                                             | ایرلند · فرانسه         |
| ۱۹۹۱ | ۴ مه                                           | رم                                             | سوئد                                           | "Fångad av en stormvind"                                                                 | کارولا                                         | Stephan Berg                                                 | ۱۴۶                                            | ۰                                              | فرانسه                  |
| ۱۹۹۲ | ۹ مه                                           | مالمو                                          | ایرلند                                         | "Why Me? (Linda Martin song)"                                                            | لیندا مارتین                                   | جانی لوگان                                                   | ۱۵۵                                            | ۱۶                                             | بریتانیا                |
| ۱۹۹۳ | ۱۵ مه                                          | Millstreet                                     | ایرلند                                         | "In Your Eyes (Niamh Kavanagh song)"                                                     | نیو کاوینا                                     | Jimmy Walsh                                                  | ۱۸۷                                            | ۲۳                                             | بریتانیا                |
| ۱۹۹۴ | ۳۰ آوریل                                       | دوبلین                                         | ایرلند                                         | "Rock 'n' Roll Kids"                                                                     | پل هارینگتون و چارلی مک‌گتیگان                  | Brendan J. Graham                                            | ۲۲۶                                            | ۶۰                                             | لهستان                  |
| ۱۹۹۵ | ۱۳ مه                                          | دوبلین                                         | نروژ                                           | "Nocturne"                                                                               | سکرت گاردن                                     | رولف لولاند، Petter Skavland                                 | ۱۴۸                                            | ۲۹                                             | اسپانیا                 |
| ۱۹۹۶ | ۱۸ مه                                          | اسلو                                           | ایرلند                                         | "The Voice (Eimear Quinn song)"                                                          | ایمر کوئین                                     | Brendan J. Graham                                            | ۱۶۲                                            | ۴۸                                             | نروژ                    |
| ۱۹۹۷ | ۳ مه                                           | دوبلین                                         | بریتانیا                                       | "Love Shine a Light"                                                                     | کاترینا و د ویوز                               | کیمبرلی رو                                                   | ۲۲۷                                            | ۷۰                                             | ایرلند                  |
| ۱۹۹۸ | ۹ مه                                           | بیرمنگام                                       | اسرائیل                                        | "Diva" (דיווה)                                                                           | دانا اینترنشنال                                | Svika Pick, Yoav Ginai                                       | ۱۷۲                                            | ۶                                              | بریتانیا                |
| ۱۹۹۹ | ۲۹ مه                                          | اورشلیم                                        | سوئد                                           | "Take Me to Your Heaven"                                                                 | شارلوت پرلی                                    | Lars 'Dille' Diedricson, Marcos Ubeda                        | ۱۶۳                                            | ۱۷                                             | ایسلند                  |
| ۲۰۰۰ | ۱۳ مه                                          | استکهلم                                        | دانمارک                                        | "Fly on the Wings of Love"                                                               | اولسن برادرز                                   | Jørgen Olsen                                                 | ۱۹۵                                            | ۴۰                                             | روسیه                   |
| ۲۰۰۱ | ۱۲ مه                                          | کپنهاگ                                         | استونی                                         | "همه (ترانه تانل پادار و دیو بنتون)"                                                     | تانل پادار، دیو بنتون و ۲ ایکس ال              | Ivar Must، مایان کارماس                                      | ۱۹۸                                            | ۲۱                                             | دانمارک                 |
| ۲۰۰۲ | ۲۵ مه                                          | تالین                                          | لتونی                                          | "I Wanna"                                                                                | ماریا نامووا                                   | ماریا نامووا، Marats Samauskis                               | ۱۷۶                                            | ۱۲                                             | مالت                    |
| ۲۰۰۳ | ۲۴ مه                                          | ریگا                                           | ترکیه                                          | "Everyway That I Can"                                                                    | سرتاب ارنر                                     | دمیر دمیرکان، سرتاب ارنر                                     | ۱۶۷                                            | ۲                                              | بلژیک                   |
| ۲۰۰۴ | ۱۵ مه                                          | استانبول                                       | اوکراین                                        | "رقص‌های وحشی"                                                                            | روسلانا                                        | روسلانا، Oleksandr Ksenofontov                               | ۲۸۰                                            | ۱۷                                             | صربستان و مونته‌نگرو     |
| ۲۰۰۵ | ۲۱ مه                                          | کی‌یف                                           | یونان                                          | "شماره یک من"                                                                            | هلنا پاپارازیو                                 | Christos Dantis, Natalia Germanou                            | ۲۳۰                                            | ۳۸                                             | مالت                    |
| ۲۰۰۶ | ۲۰ مه                                          | آتن                                            | فنلاند                                         | "هارد راک هله‌لویا"                                                                       | لردی                                           | Mr. Lordi                                                    | ۲۹۲                                            | ۴۴                                             | روسیه                   |
| ۲۰۰۷ | ۱۲ مه                                          | هلسینکی                                        | صربستان                                        | "مولیتوا" (Молитва)                                                                      | ماریا شریفوویچ                                 | Saša Milošević Mare, Vladimir Graić                          | ۲۶۸                                            | ۳۳                                             | اوکراین                 |
| ۲۰۰۸ | ۲۴ مه                                          | بلگراد                                         | روسیه                                          | "اعتقاد"                                                                                 | دیما بیلان                                     | Jim Beanz، دیما بیلان                                        | ۲۷۲                                            | ۴۲                                             | اوکراین                 |
| ۲۰۰۹ | ۱۶ مه                                          | مسکو                                           | نروژ                                           | "داستان پریان"                                                                           | الکساندر ریباک                                 | الکساندر ریباک                                               | ۳۸۷                                            | ۱۶۹                                            | ایسلند                  |
| ۲۰۱۰ | ۲۹ مه                                          | اسلو                                           | آلمان                                          | "ماهواره"                                                                                | لنا                                            | جولی فراست، John Gordon                                      | ۲۴۶                                            | ۷۶                                             | ترکیه                   |
| ۲۰۱۱ | ۱۴ مه                                          | دوسلدورف                                       | آذربایجان                                      | "دوان ترسیده"                                                                            | الدار و نگار                                   | Stefan Örn, Sandra Bjurman, Iain Farquharson                 | ۲۲۱                                            | ۳۲                                             | ایتالیا                 |
| ۲۰۱۲ | ۲۶ مه                                          | باکو                                           | سوئد                                           | "سرخوشی"                                                                                 | لورین                                          | Thomas G:son, Peter Boström                                  | ۳۷۲                                            | ۱۱۳                                            | روسیه                   |
| ۲۰۱۳ | ۱۸ مه                                          | مالمو                                          | دانمارک                                        | "فقط قطره‌های اشک"                                                                        | امیلی دو فورست                                 | Lise Cabble, Julia Fabrin Jakobsen, Thomas Stengaard         | ۲۸۱                                            | ۴۷                                             | آذربایجان               |
| ۲۰۱۴ | ۱۰ مه                                          | کپنهاگ                                         | اتریش                                          | "برخیز چو ققنوس"                                                                         | کنچیتا وورست                                   | Charlie Mason, Joey Patulka, Ali Zuckowski, Julian Maas      | ۲۹۰                                            | ۵۲                                             | هلند                    |
| ۲۰۱۵ | ۲۳ مه                                          | وین                                            | سوئد                                           | "قهرمانان"                                                                               | مانس زلمرلو                                    | Linnea Deb, Joy Deb, Anton Hård af Segerstad                 | ۳۶۵                                            | ۶۲                                             | روسیه                   |
| ۲۰۱۶ | ۱۴ مه                                          | استکهلم                                        | اوکراین                                        | "۱۹۴۴"                                                                                   | جامالا                                         | جامالا، آرت آنتونیان                                         | ۵۳۴                                            | ۲۳                                             | استرالیا                |
| ۲۰۱۷ | ۲۰ مه                                          | کی‌یف                                           | پرتغال                                         | "با عشق برای دوتای ما"                                                                   | سالوادور سوبرال                                |                                                              |                                                |                                                |                         |
| 2018 | لیسبون                                         | 12 May                                         | اسرائیل                                        | "اسباب‌بازی"                                                                              | نتا                                            | Doron Medalie Stav Beger                                     | English                                        | ۵۲۹                                            |                         |
| 2019 | Tel Aviv                                       | 18 May                                         | هلند                                           | "آرکید"                                                                                  | دانکن لورنس                                    | Duncan Laurence Joel Sjöö Wouter Hardy Will Knox             | English                                        | ۴۹۸                                            |                         |
| 2020 | Contest cancelled due to the COVID-19 pandemic | Contest cancelled due to the COVID-19 pandemic | Contest cancelled due to the COVID-19 pandemic | Contest cancelled due to the COVID-19 pandemic                                           | Contest cancelled due to the COVID-19 pandemic | Contest cancelled due to the COVID-19 pandemic               | Contest cancelled due to the COVID-19 pandemic | Contest cancelled due to the COVID-19 pandemic |                         |
| 2021 | روتردام                                        | 22 May                                         | ایتالیا                                        | "Zitti e buoni"                                                                          | مانسکین                                        | Damiano David Ethan Torchio Thomas Raggi Victoria De Angelis | Italian                                        | ۵۲۴                                            |                         |
| 2022 | اوکراین                                        | "Stefania" (Стефанія)                          | کالوش                                          | Ihor Didenchuk Ivan Klymenko Oleh Psiuk Tymofii Muzychuk Vitalii Duzhyk                  | [ ۱ ]                                          |                                                              |                                                |                                                |                         |
| 2023 | سوئد                                           | "Tattoo"                                       | لورین                                          | Jimmy "Joker" Thörnfeldt Jimmy Jansson Loreen Moa Carlebecker Peter Boström Thomas G:son | [ ۲ ]                                          |                                                              |                                                |                                                |                         |

## بر پایه کشور
| برندگان | کشور       | سال‌ها                                    |
| ------- | ---------- | ---------------------------------------- |
| ۷       | ایرلند     | 1970، 1980، 1987، 1992، 1993، 1994، ۱۹۹۶ |
| ۷       | سوئد       | 1974، 1984، 1991، 1999، 2012، ۲۰۱۵، 2023 |
| ۵       | فرانسه     | 1958، 1960، 1962، 1969, ۱۹۷۷             |
| ۵       | لوکزامبورگ | 1961، 1965، 1972، 1973، ۱۹۸۳             |
| ۵       | بریتانیا   | 1967، 1969, 1976، 1981، ۱۹۹۷             |
| ۵       | هلند       | 1957، 1959، 1969, ۱۹۷۵، 2019             |
| ۴       | اسرائیل    | 1978، 1979، ۱۹۹۸، 2018                   |
| ۳       | نروژ       | 1985، 1995، ۲۰۰۹                         |
| ۳       | دانمارک    | 1963، 2000، ۲۰۱۳                         |
| ۳       | ایتالیا    | 1964، ۱۹۹۰، 2021                         |
| ۳       | اوکراین    | 2004، 2016، 2022                         |
| ۲       | اسپانیا    | 1968، ۱۹۶۹                               |
| ۲       | سوئیس      | 1956، ۱۹۸۸                               |
| ۲       | آلمان      | 1982، ۲۰۱۰                               |
| ۲       | اتریش      | 1966، ۲۰۱۴                               |
| ۱       | موناکو     | ۱۹۷۱                                     |
| ۱       | بلژیک      | ۱۹۸۶                                     |
| ۱       | یوگسلاوی   | ۱۹۸۹                                     |
| ۱       | استونی     | ۲۰۰۱                                     |
| ۱       | لتونی      | ۲۰۰۲                                     |
| ۱       | ترکیه      | ۲۰۰۳                                     |
| ۱       | یونان      | ۲۰۰۵                                     |
| ۱       | فنلاند     | ۲۰۰۶                                     |
| ۱       | صربستان    | ۲۰۰۷                                     |
| ۱       | روسیه      | ۲۰۰۸                                     |
| ۱       | آذربایجان  | ۲۰۱۱                                     |
| ۱       | پرتغال     | 2017                                     |

میزان پیروزی کشورها در مسابقات یوروویژن تا سال ۲۰۱۵.

سال ۱۹۶۹ به ایتالیک نوشته شده چون ۴ برنده داشته‌است.

## بر پایه زبان
بین ۱۹۶۶ و ۱۹۷۳، و دوباره بین ۱۹۷۷ و ۱۹۹۸، کشورها تنها مجاز به اجرا به زبان خودشان بودند. در سال ۲۰۰۷ «مولیتوا» ماریا شریفوویچ نخستین ترانه زبان صربی بود که از سال ۱۹۸۹ برنده آواز شد.
| برندگان | زبان        | سال‌ها | کشورها |
| ------- | ----------- | --- | --- |
| ۳۰      | انگلیسی     | ۱۹۶۷، ۱۹۶۹، ۱۹۷۰، ۱۹۷۴، ۱۹۷۵، ۱۹۷۶، ۱۹۸۰، ۱۹۸۱، ۱۹۸۷، ۱۹۹۲، ۱۹۹۳، ۱۹۹۴، ۱۹۹۶، ۱۹۹۷، ۱۹۹۹، ۲۰۰۰، ۲۰۰۱، ۲۰۰۲، ۲۰۰۳، ۲۰۰۴، ۲۰۰۵، ۲۰۰۶، ۲۰۰۸، ۲۰۰۹، ۲۰۱۰، ۲۰۱۱، ۲۰۱۲، ۲۰۱۳، ۲۰۱۴، ۲۰۱۵ | بریتانیا، ایرلند، سوئد، هلند، دانمارک، استونی، لتونی، ترکیه، اوکراین، یونان، فنلاند، روسیه، نروژ، آلمان، آذربایجان، اتریش |
| ۱۴      | فرانسوی     | ۱۹۵۶، ۱۹۵۸، ۱۹۶۰، ۱۹۶۱، ۱۹۶۲، ۱۹۶۵، ۱۹۶۹، ۱۹۷۱، ۱۹۷۲، ۱۹۷۳، ۱۹۷۷، ۱۹۸۳، ۱۹۸۶، ۱۹۸۸                                                                                                 | سوئیس، فرانسه، لوکزامبورگ، موناکو، بلژیک                                                                                  |
| ۳       | هلندی       | ۱۹۵۷، ۱۹۵۹، ۱۹۶۹ | هلند |
| ۳       | عبری        | ۱۹۷۸، ۱۹۷۹، ۱۹۹۸ | اسرائیل |
| ۲       | آلمانی      | ۱۹۶۶، ۱۹۸۲ | اتریش، آلمان |
| ۲       | نروژی       | ۱۹۸۵، ۱۹۹۵ | نروژ |
| ۲       | سوئدی       | ۱۹۸۴، ۱۹۹۱ | سوئد |
| ۲       | ایتالیایی   | ۱۹۶۴، ۱۹۹۰ | ایتالیا |
| ۲       | اسپانیایی   | ۱۹۶۸، ۱۹۶۹ | اسپانیا |
| ۱       | دانمارکی    | ۱۹۶۳ | دانمارک |
| ۱       | اوکراینی    | ۲۰۰۴ | اوکراین |
| ۱       | صربی کرواتی | ۱۹۸۹ | یوگسلاوی |
| ۱       | صربی        | ۲۰۰۷ | صربستان |

## نگارخانه

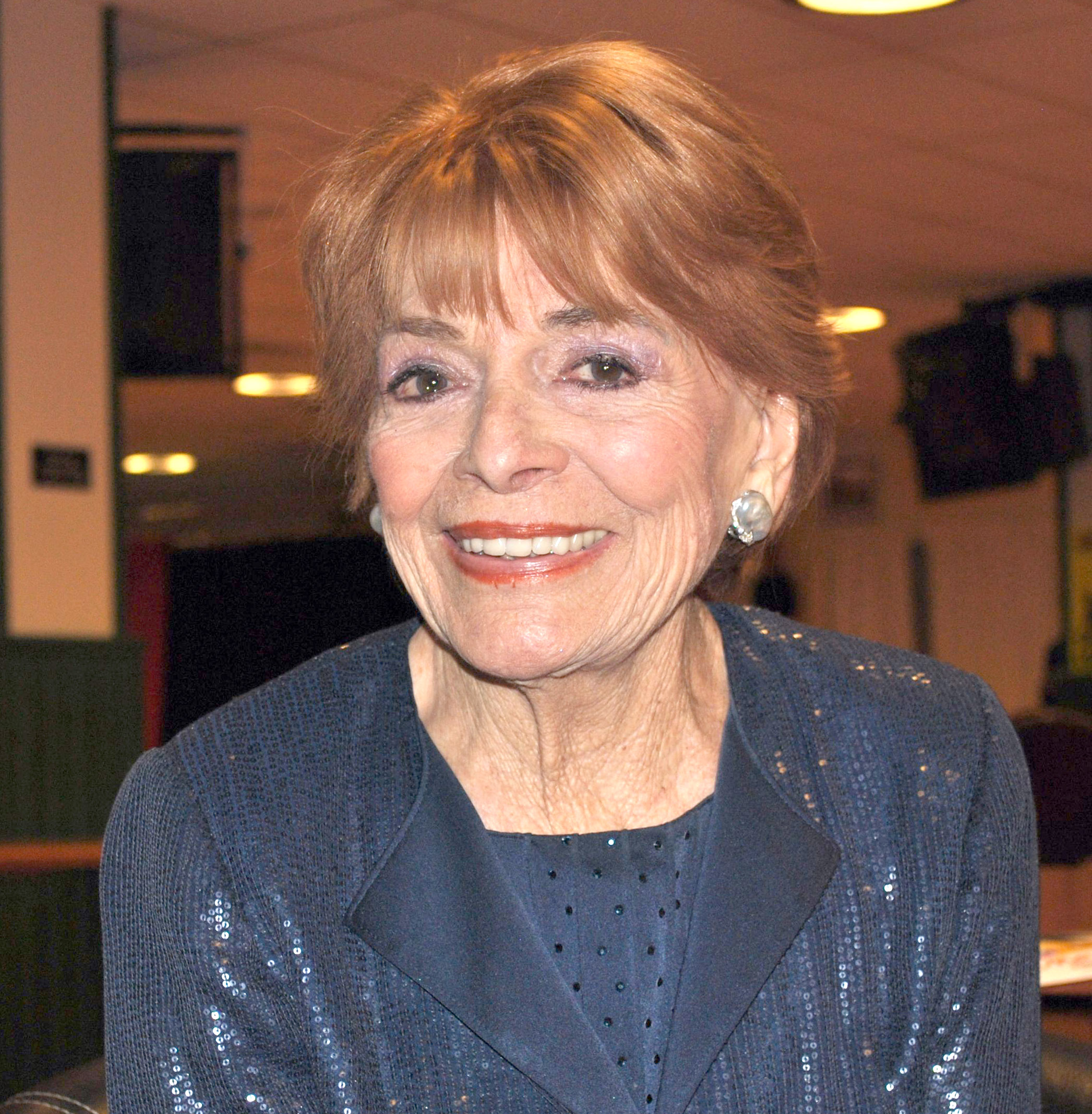
لیس آسیا، برنده مسابقه ۱۹۵۶.
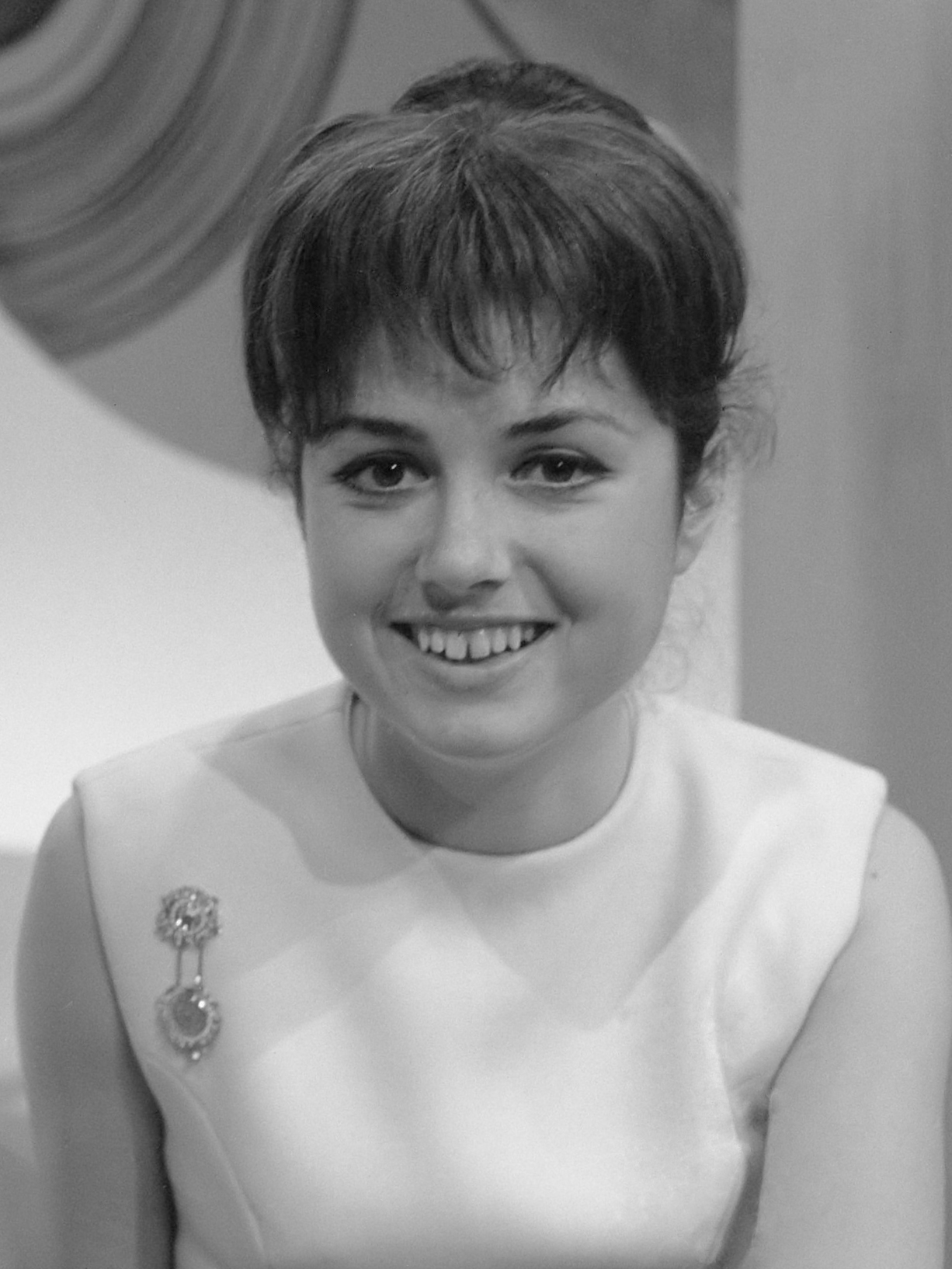
جیلیولا چینکوئتی، برنده ۱۹۶۴.
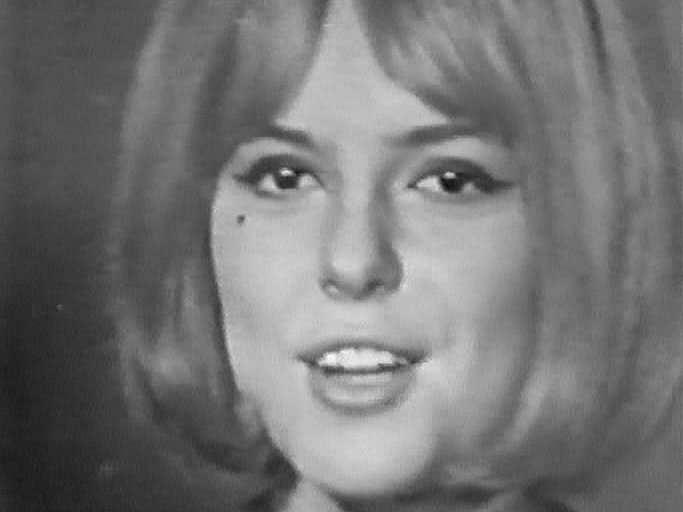
فرانس گال، برنده مسابقه ۱۹۶۵.
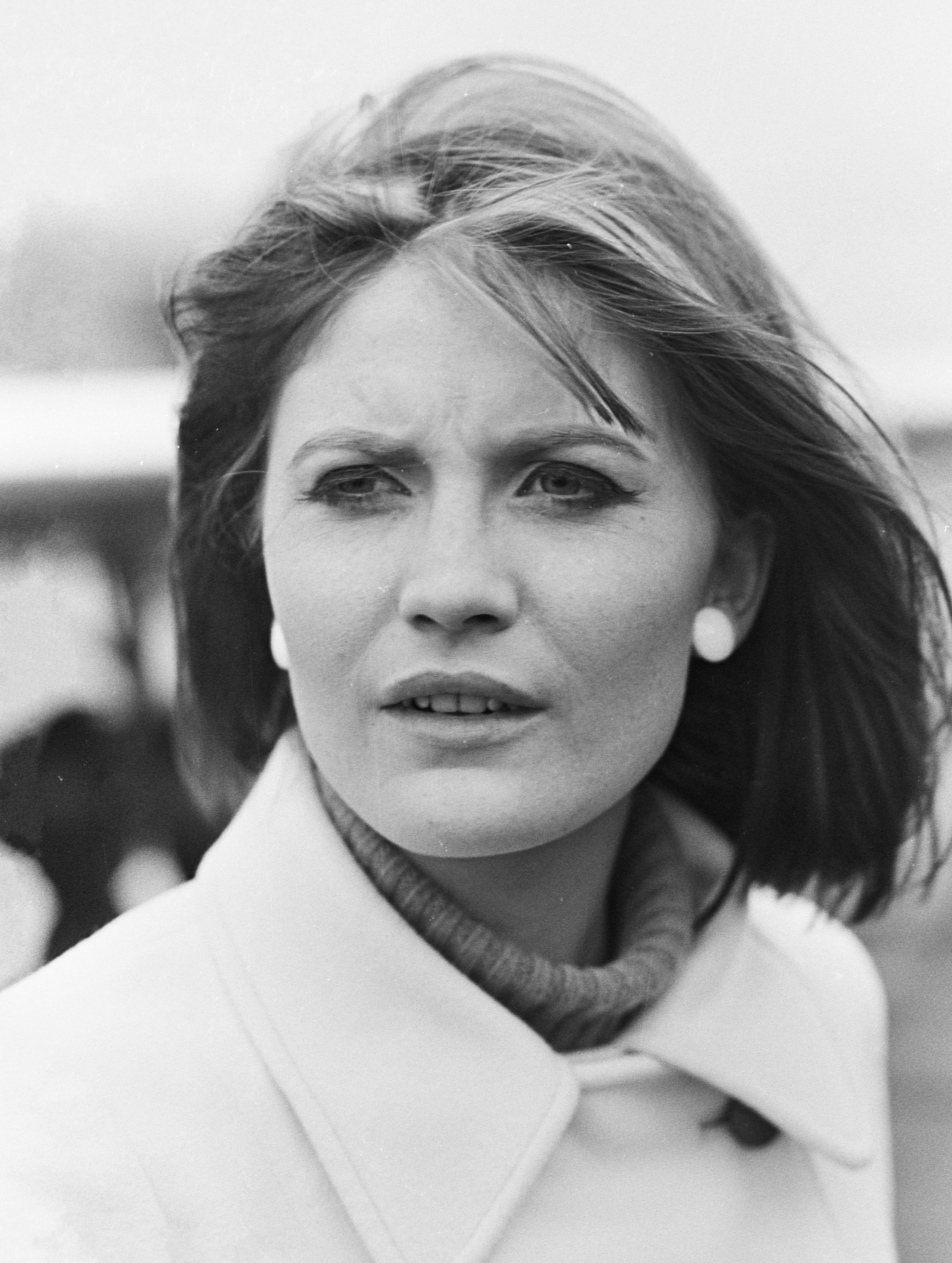
ساندی شو، برنده مسابقه ۱۹۶۷.
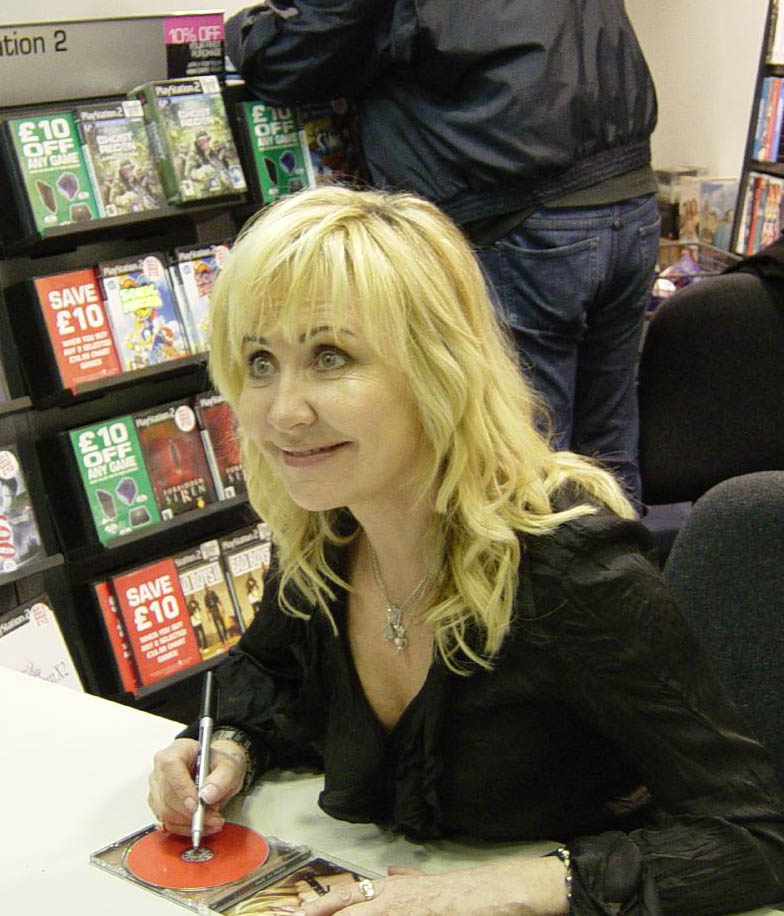
لولو، یکی از چهار برنده مسابقه ۱۹۶۹.
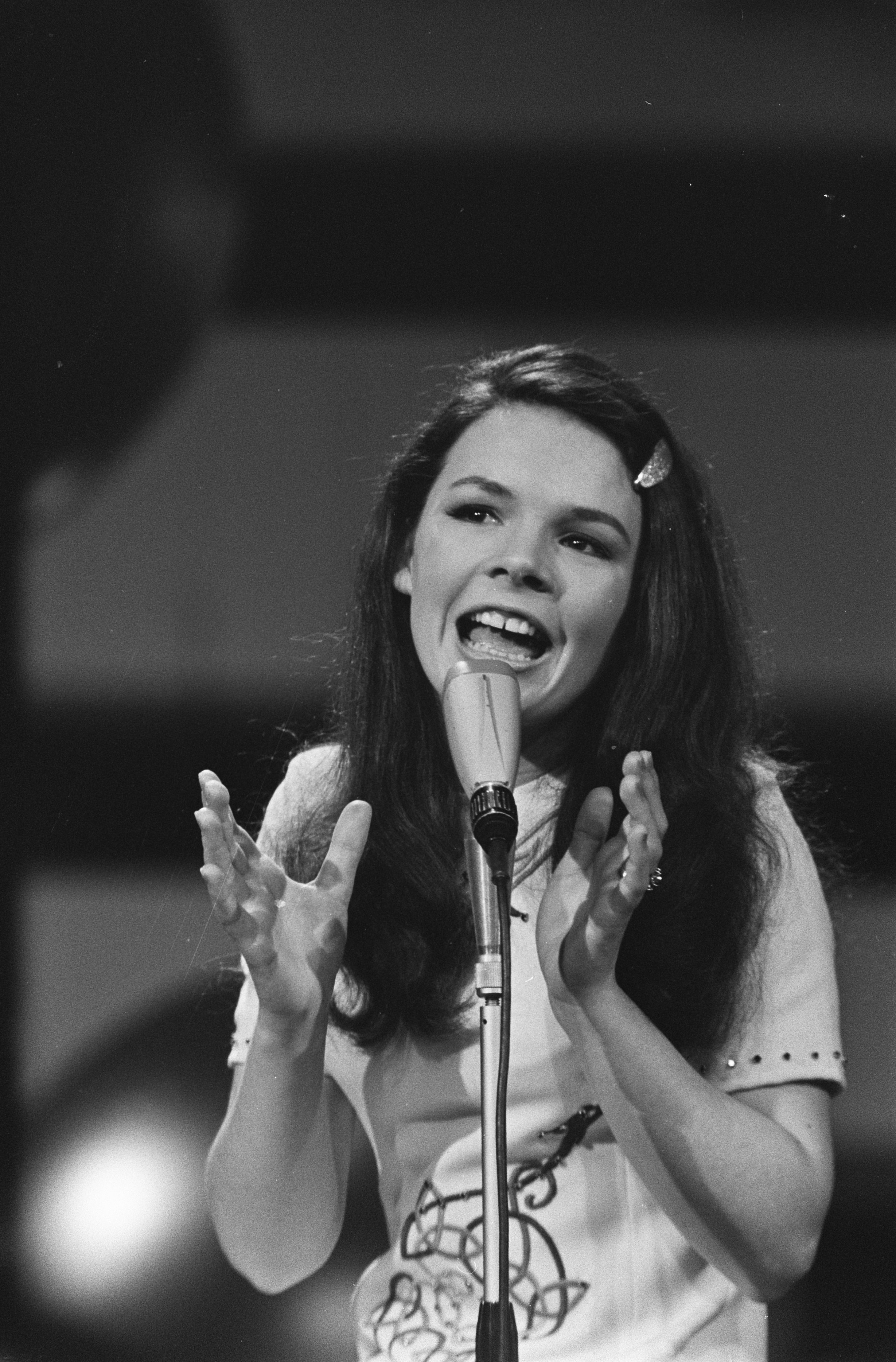
دانا، برنده ۱۹۷۰.
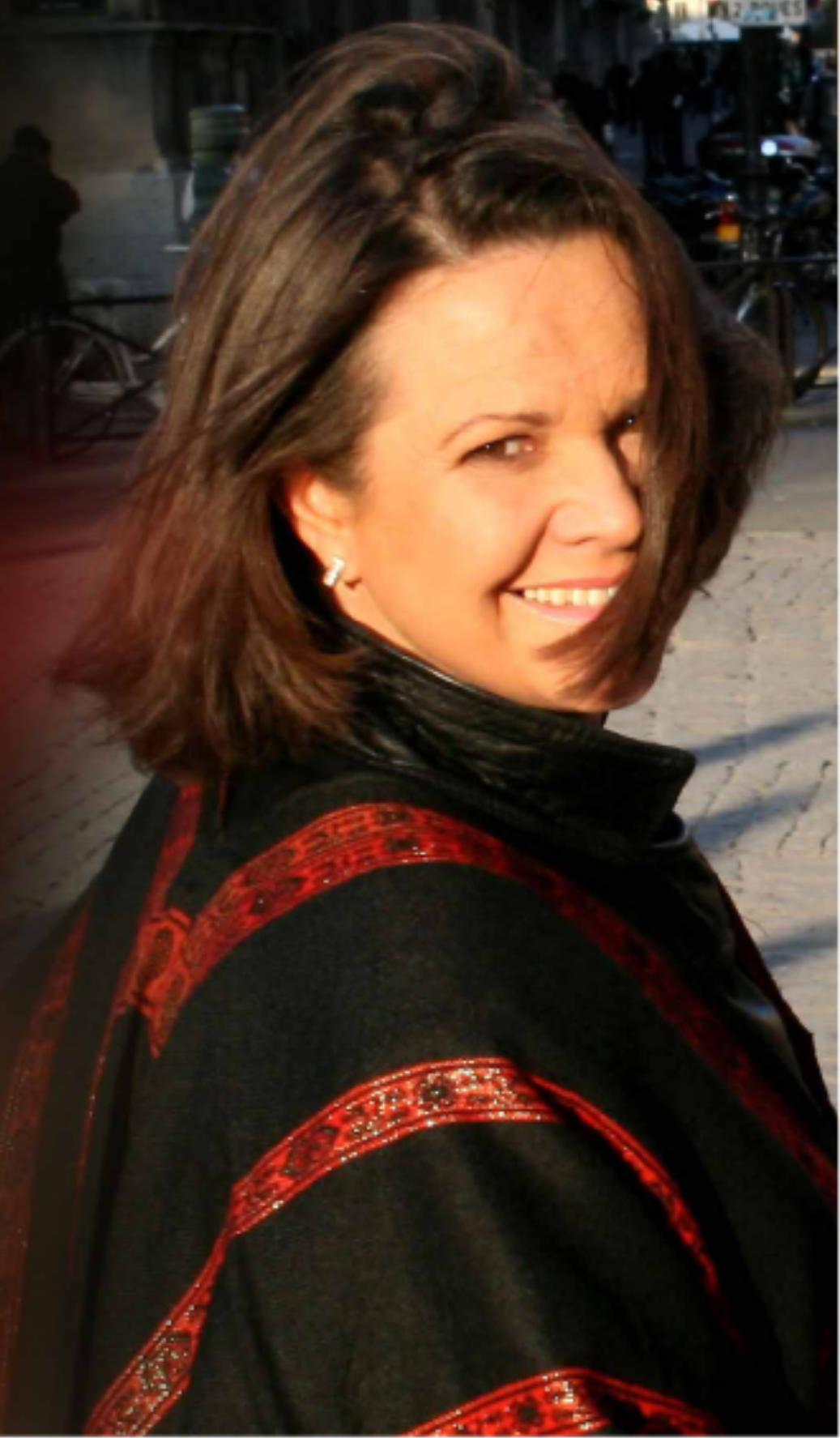
آن-ماری دیوید، برنده مسابقه ۱۹۷۳.
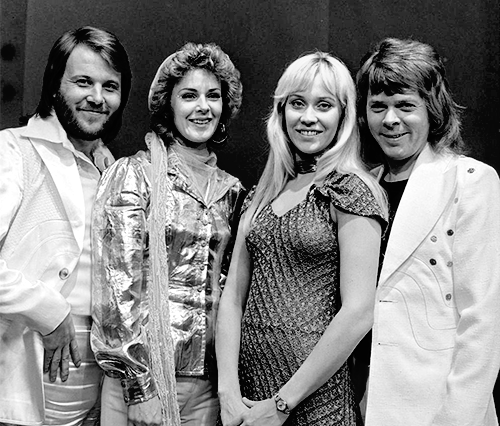
آبا، برندگان مسابقه ۱۹۷۴ و برنامه تلویزیونی "شادباش :۵۰ سال مسابقه آواز یوروویژن".
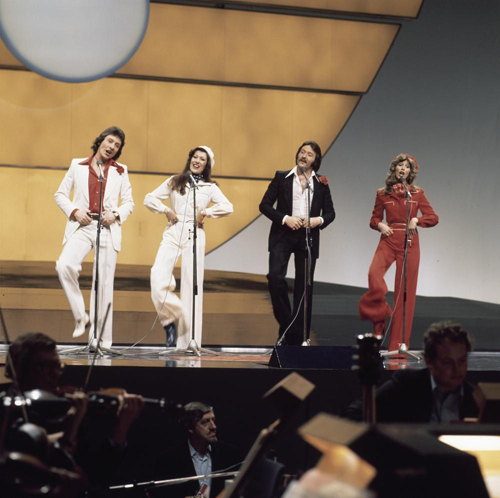
برادرهود آف من، برندگان مسابقه ۱۹۷۶
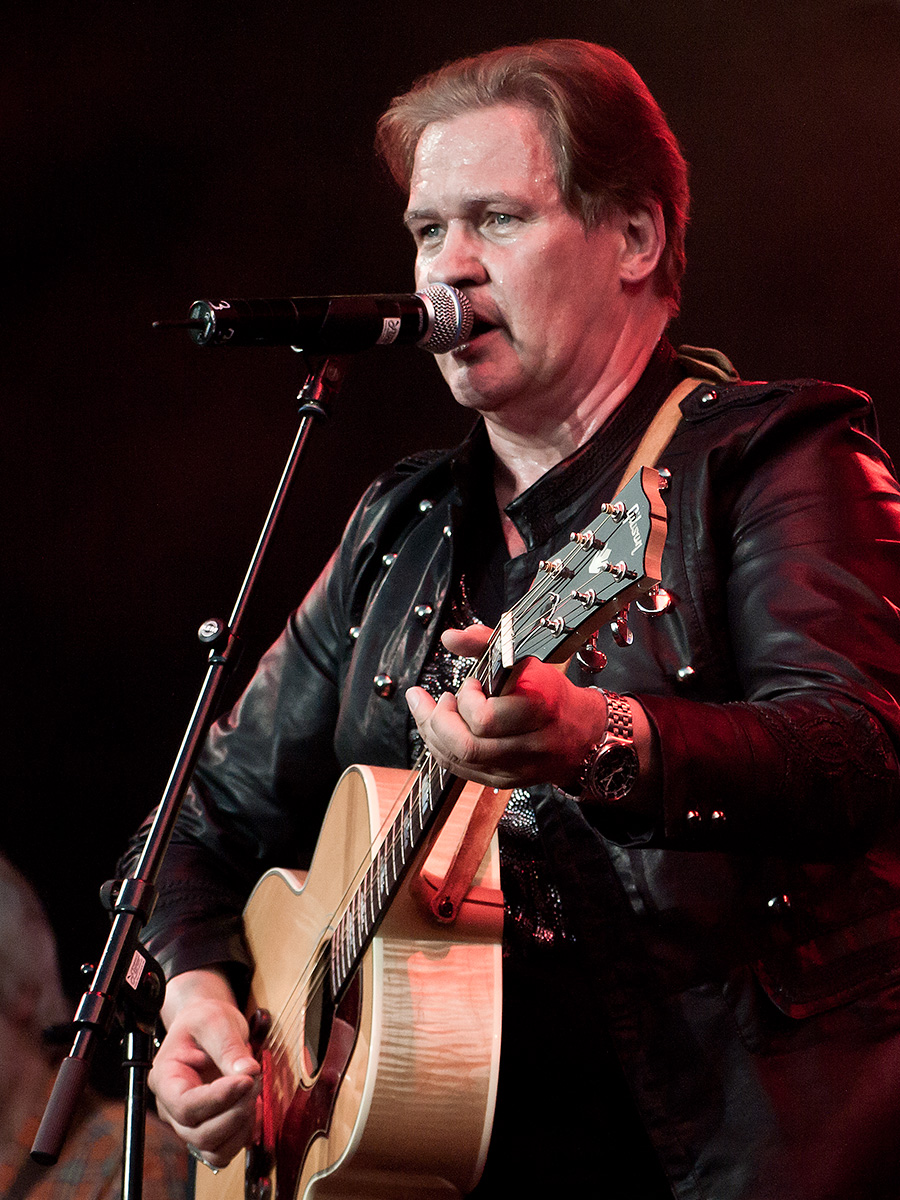
جانی لوگان، برنده مسابقه ۱۹۸۰، مسابقه ۱۹۸۷.
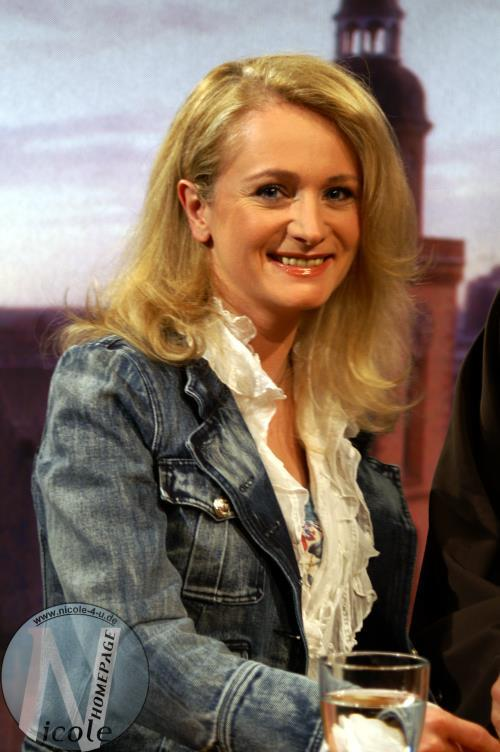
نیکول، برنده مسابقه ۱۹۸۲.
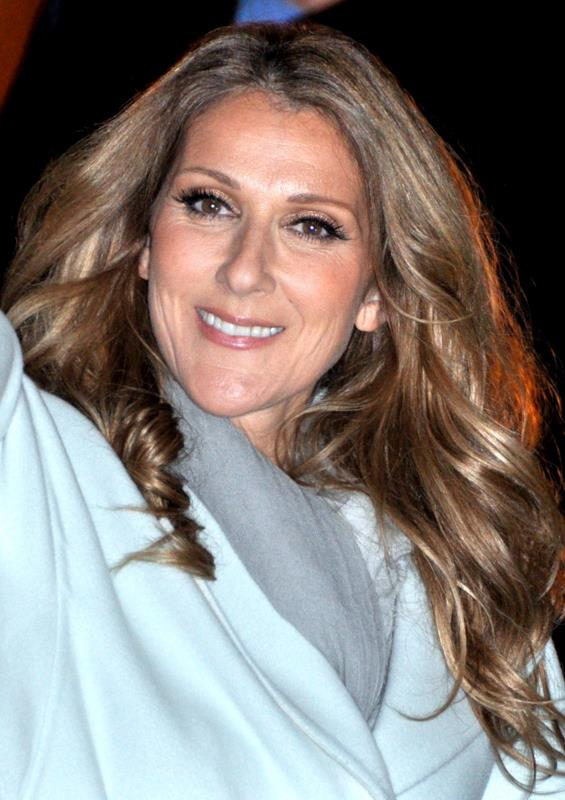
سلین دیون، برنده مسابقه ۱۹۸۸.
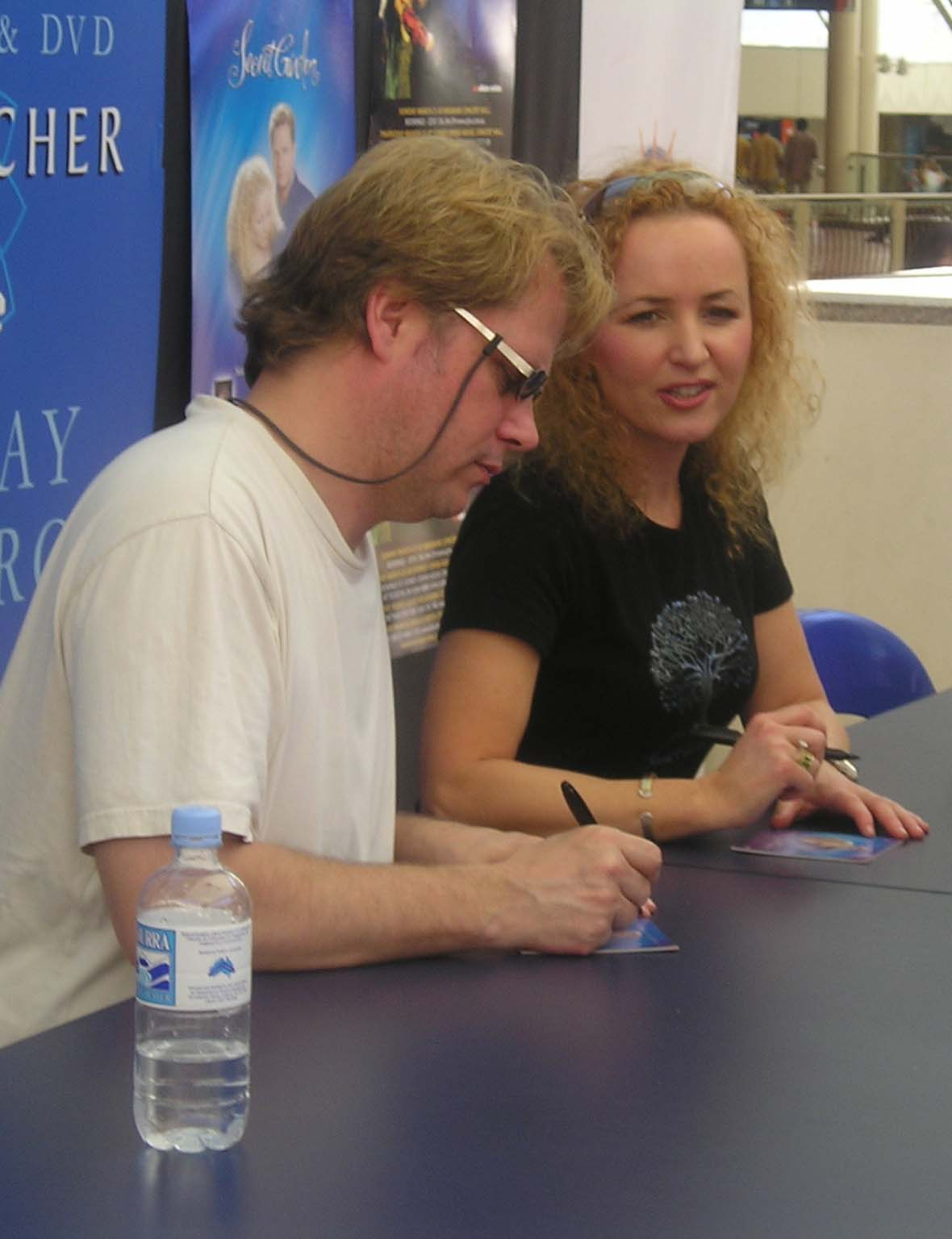
سکرت گاردن، برنده ۱۹۹۵.
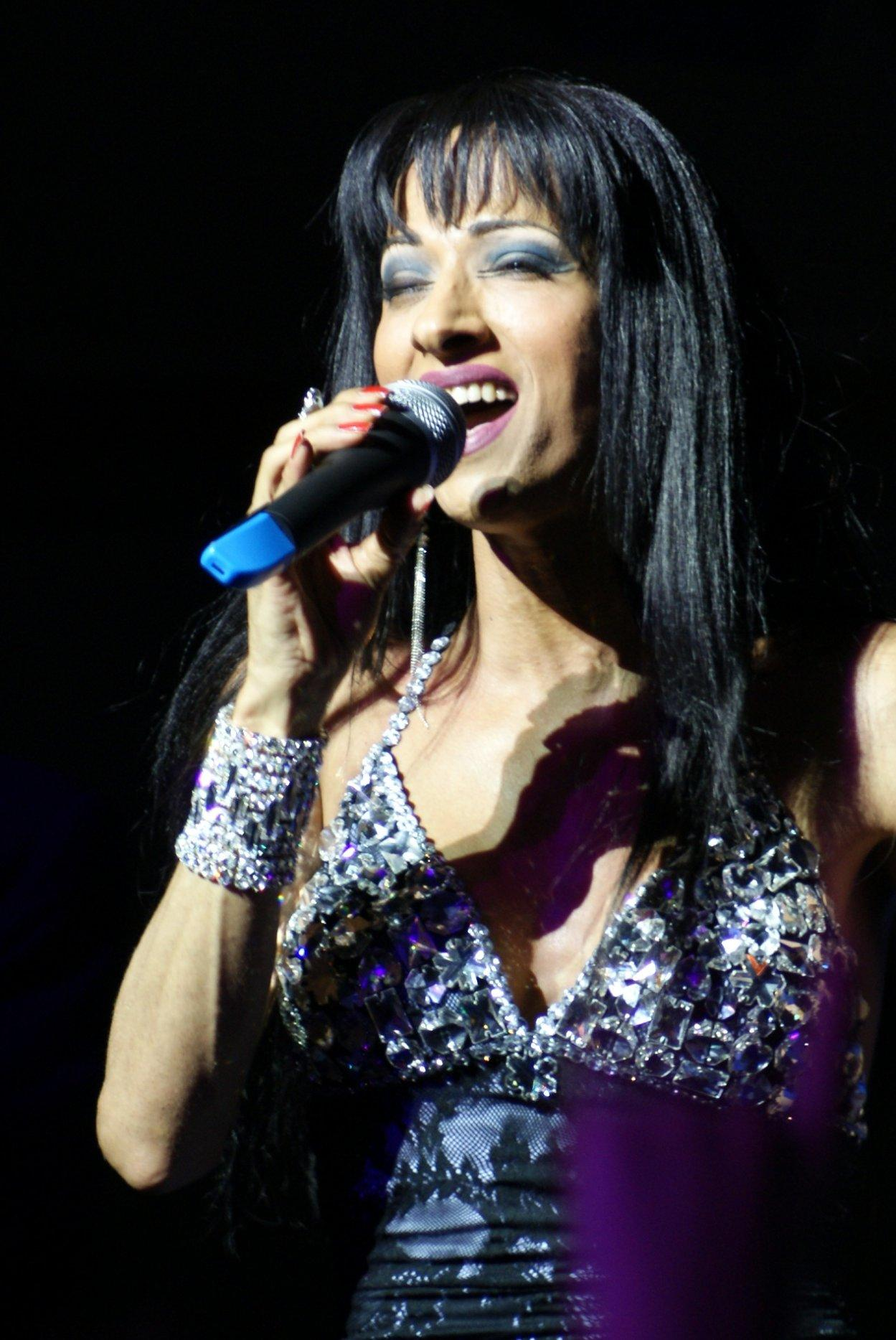
دانا اینترنشنال، برنده ۱۹۹۸.
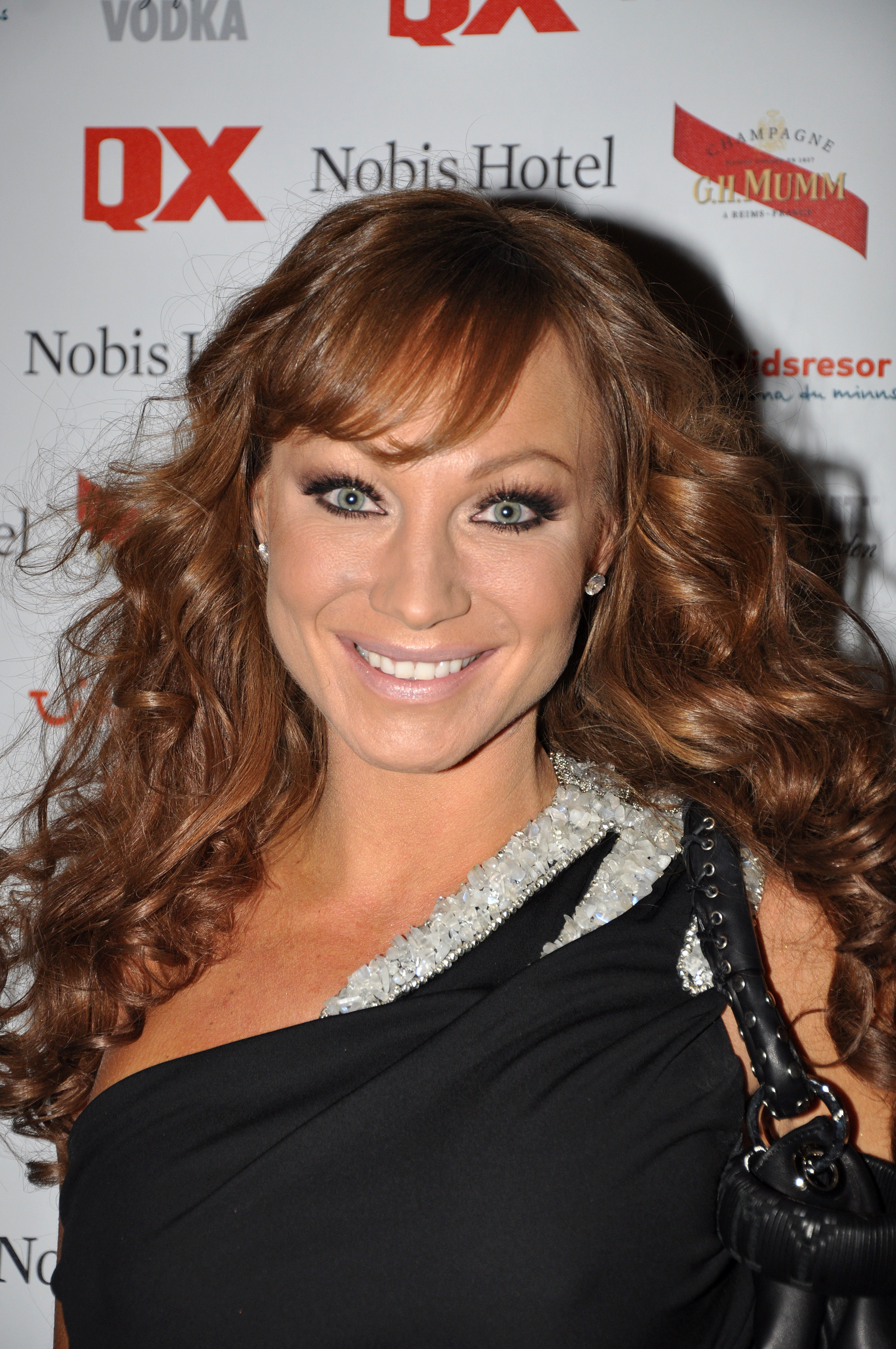
شارلوت پرلی، برنده ۱۹۹۹.
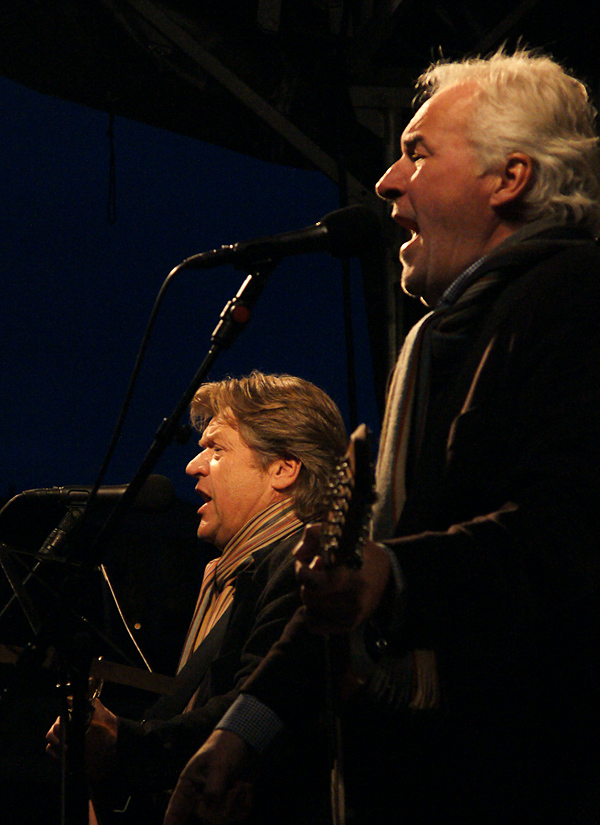
اولسن برادرز، برنده مسابقه ۲۰۰۰.
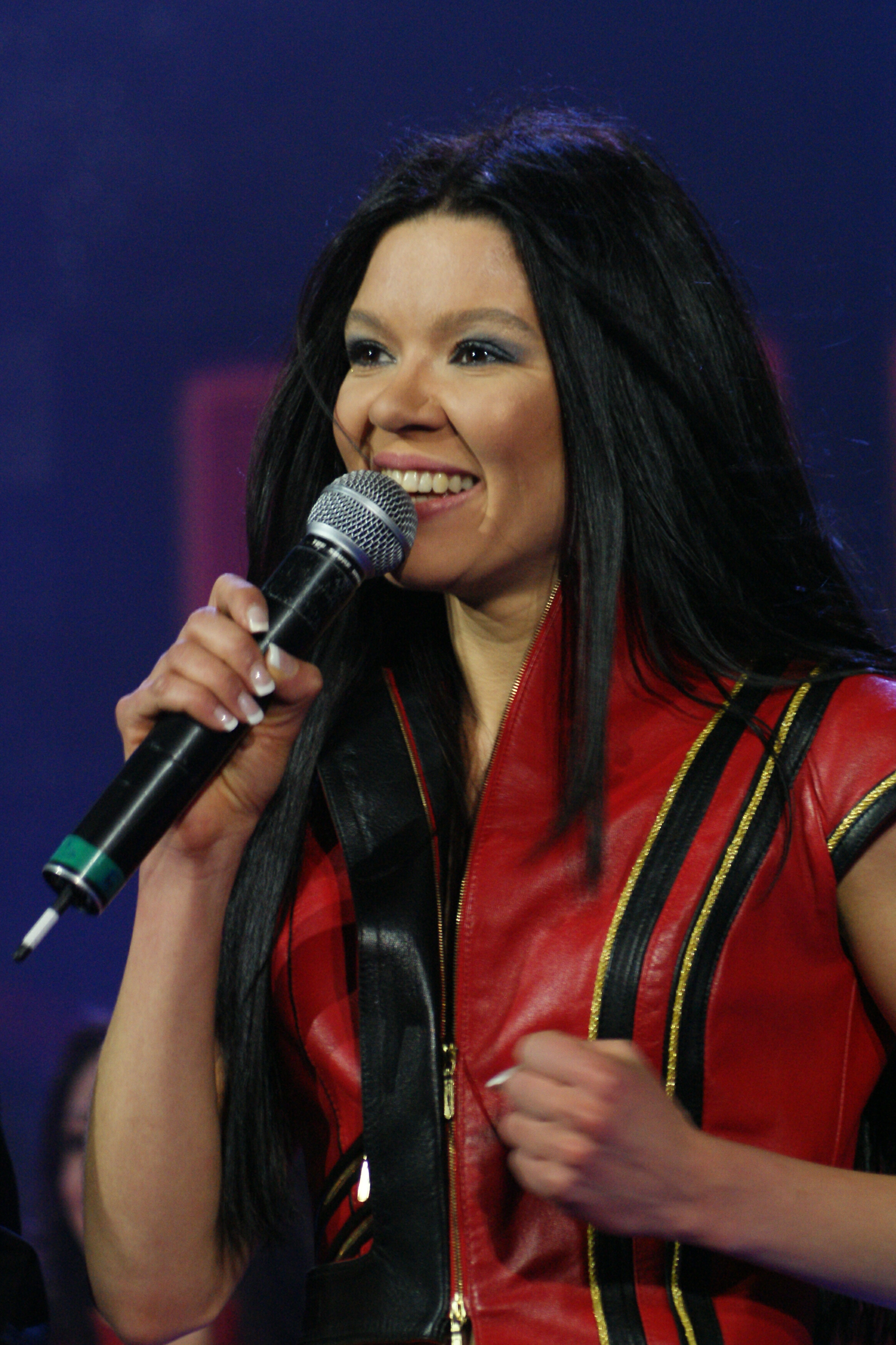
روسلانا، برنده مسابقه ۲۰۰۴.
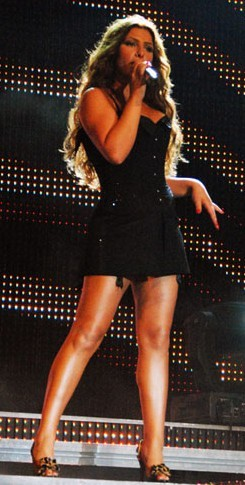
هلنا پاپارازیو، برنده مسابقه ۲۰۰۵.
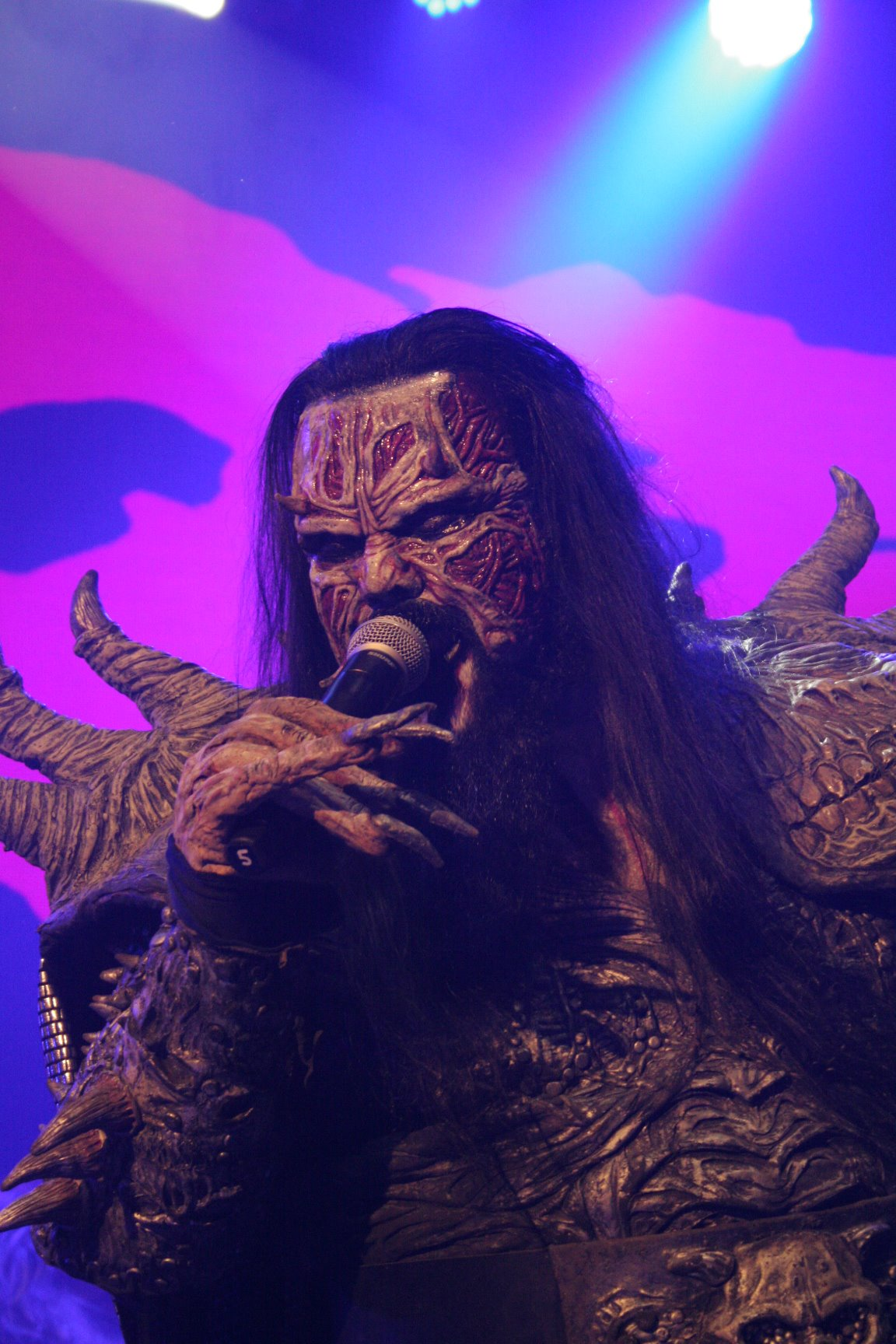
لردی، برنده مسابقه ۲۰۰۶.
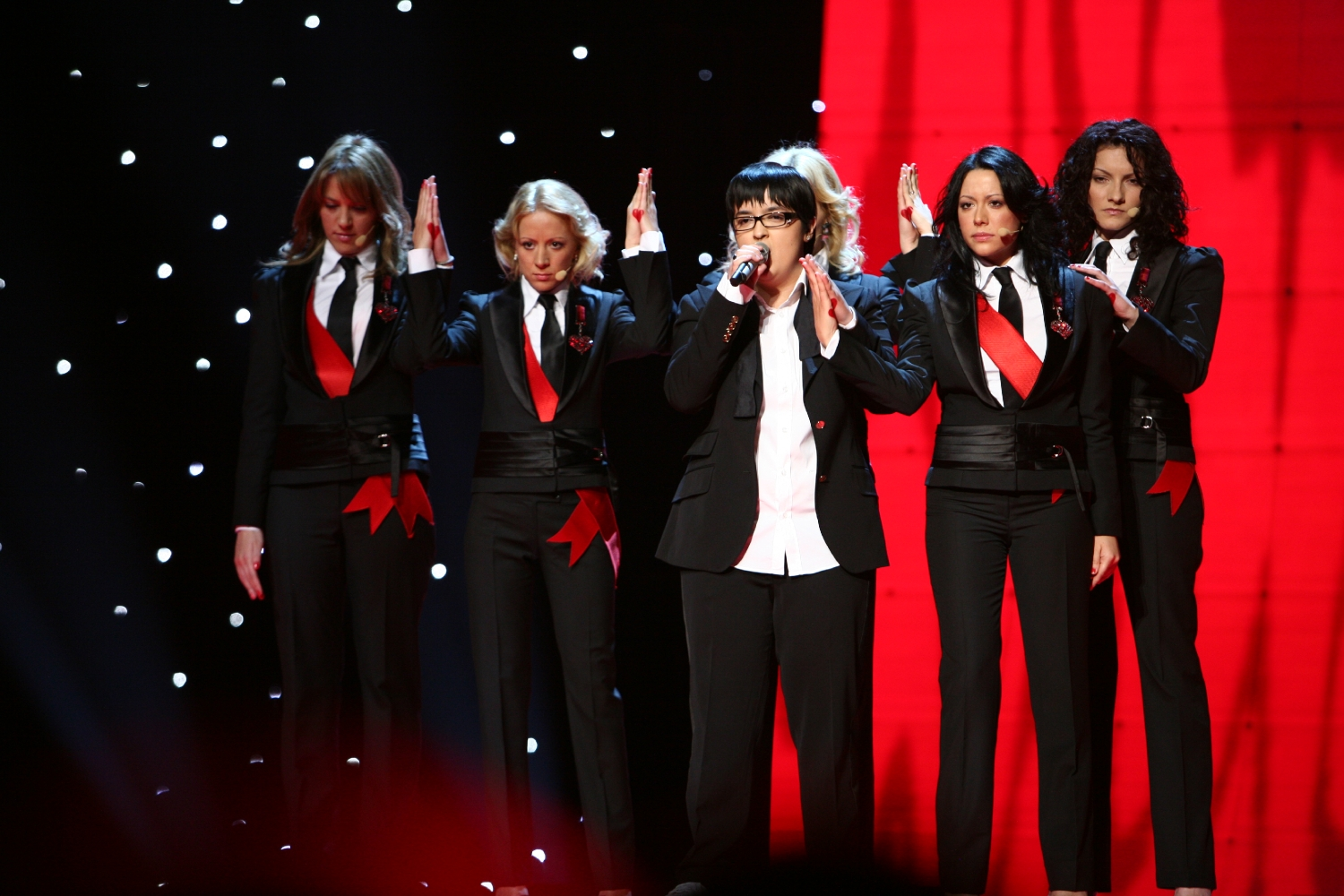
ماریا شریفوویچ، برنده مسابقه ۲۰۰۷.
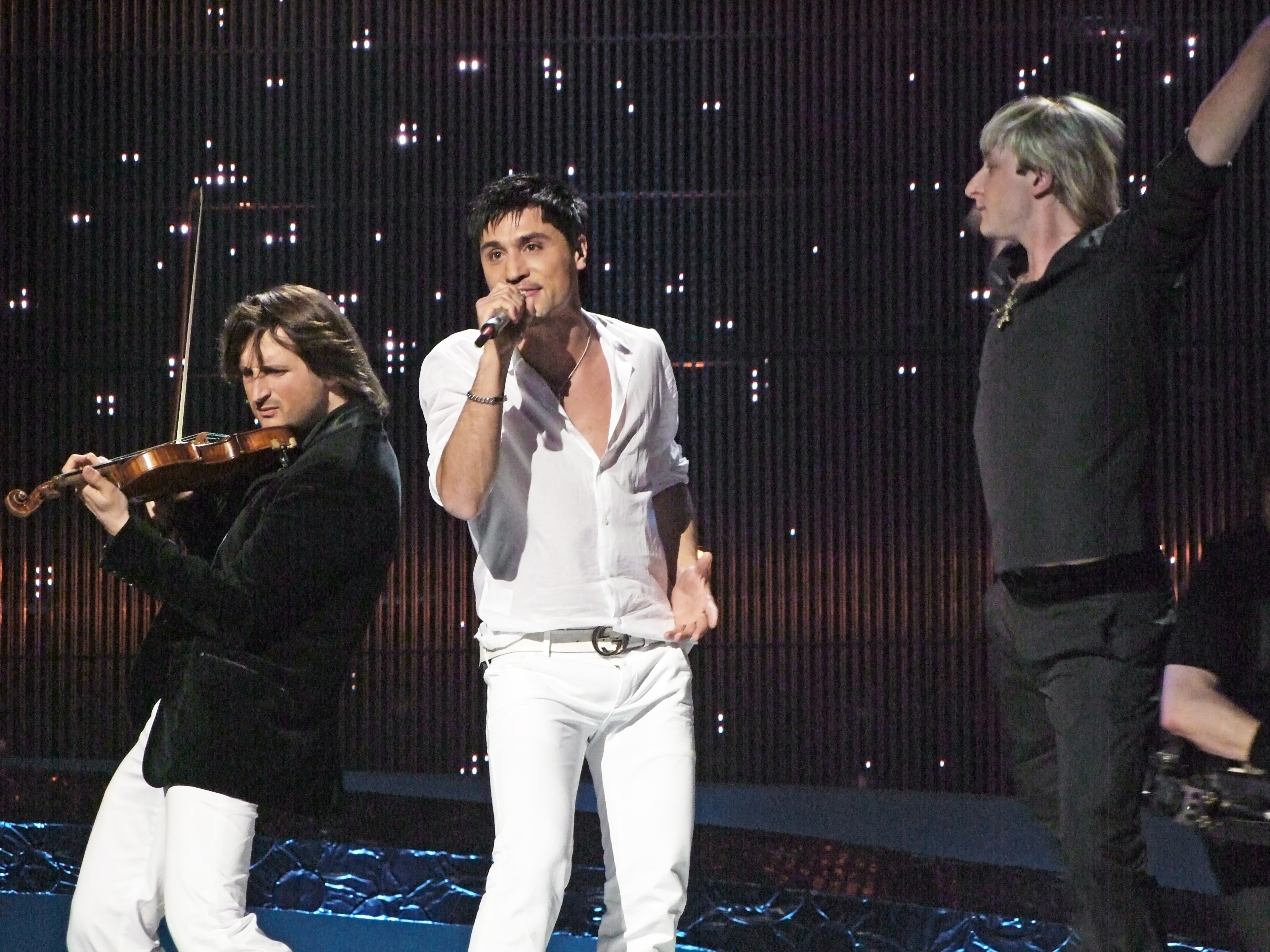
دیما بیلان، برنده مسابقه ۲۰۰۸.
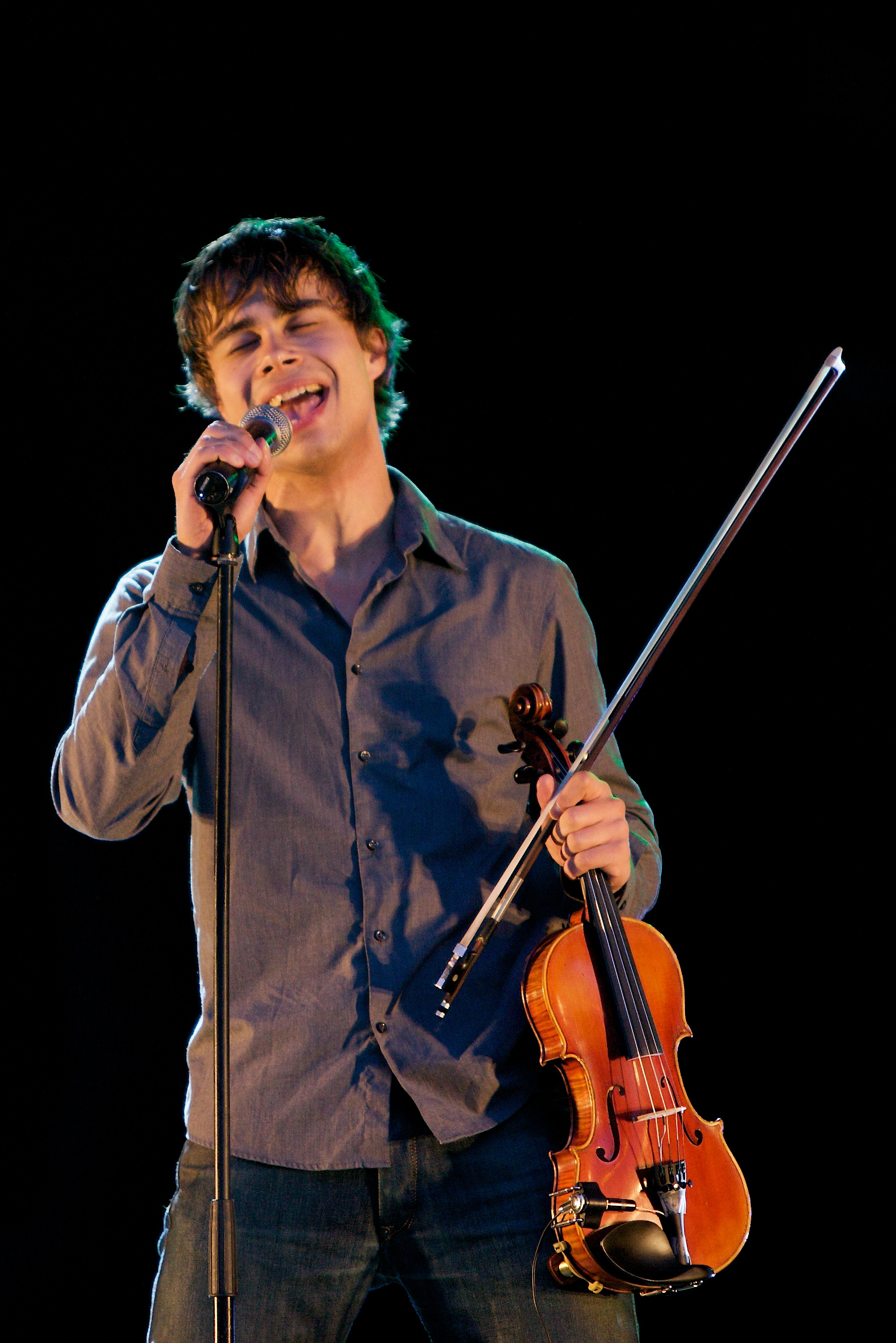
الکساندر ریباک، برنده مسابقه ۲۰۰۹.
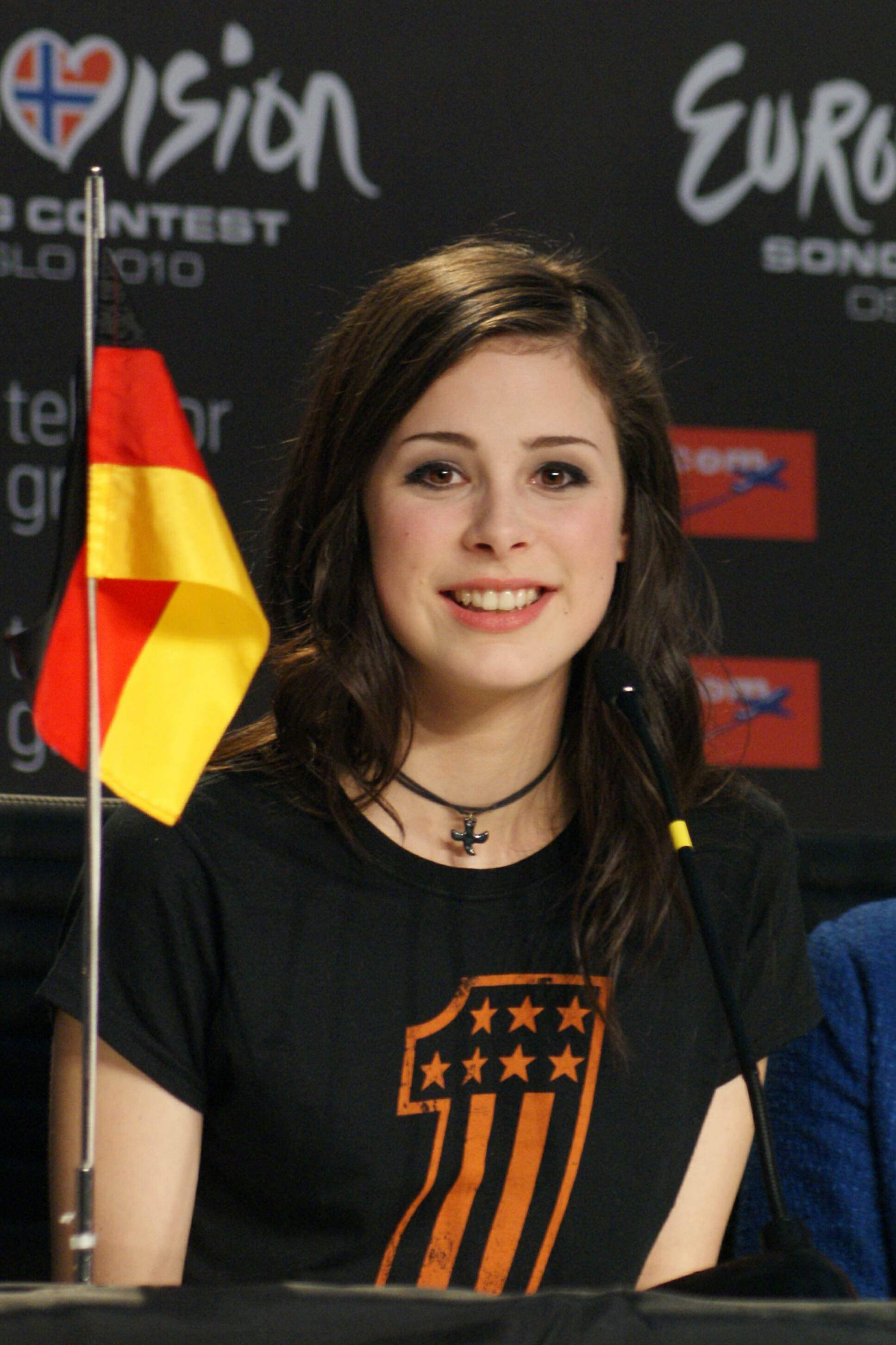
لنا، برنده مسابقه ۲۰۱۰.
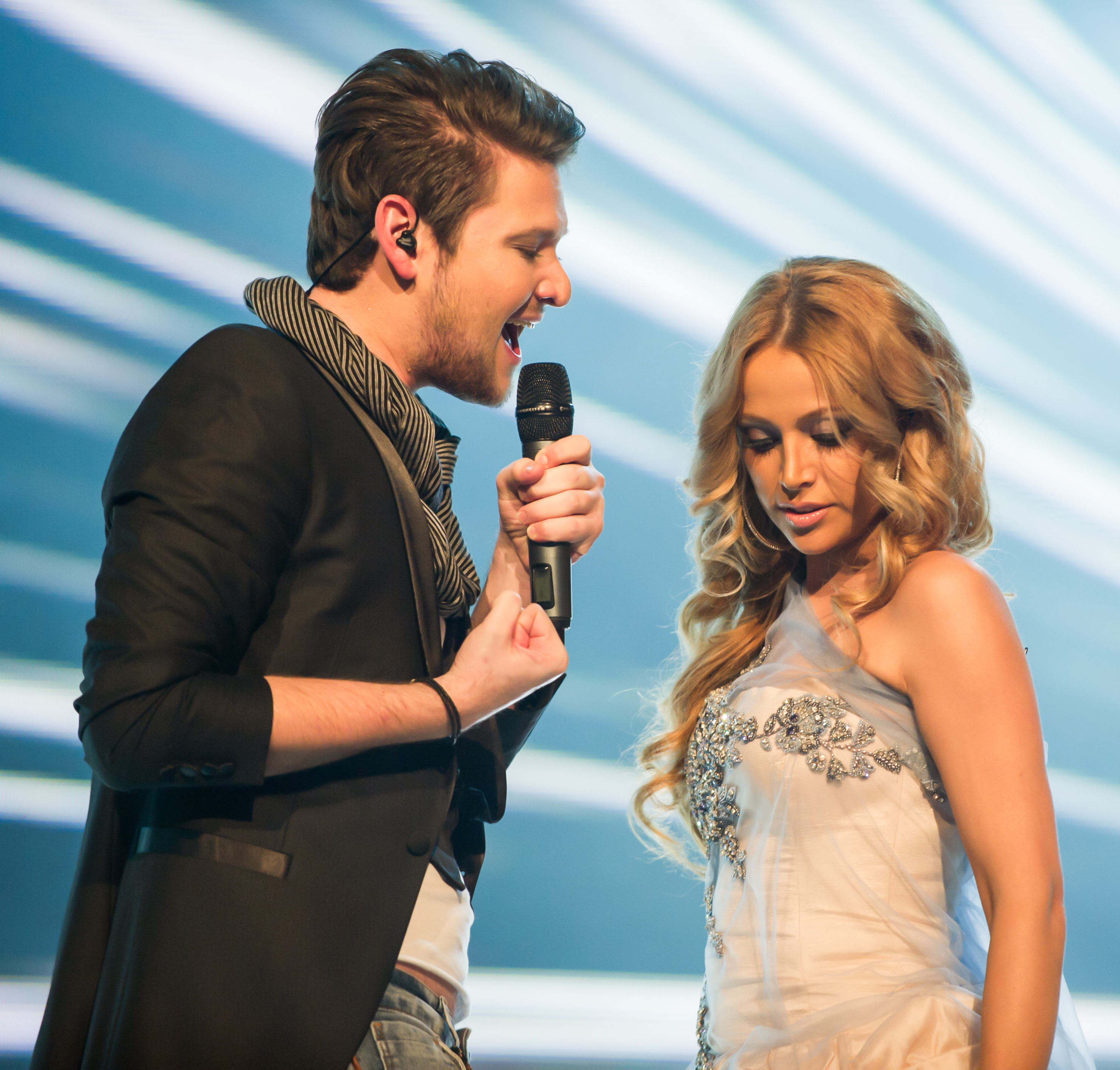
الدار و نگار، برندگان ۲۰۱۱.
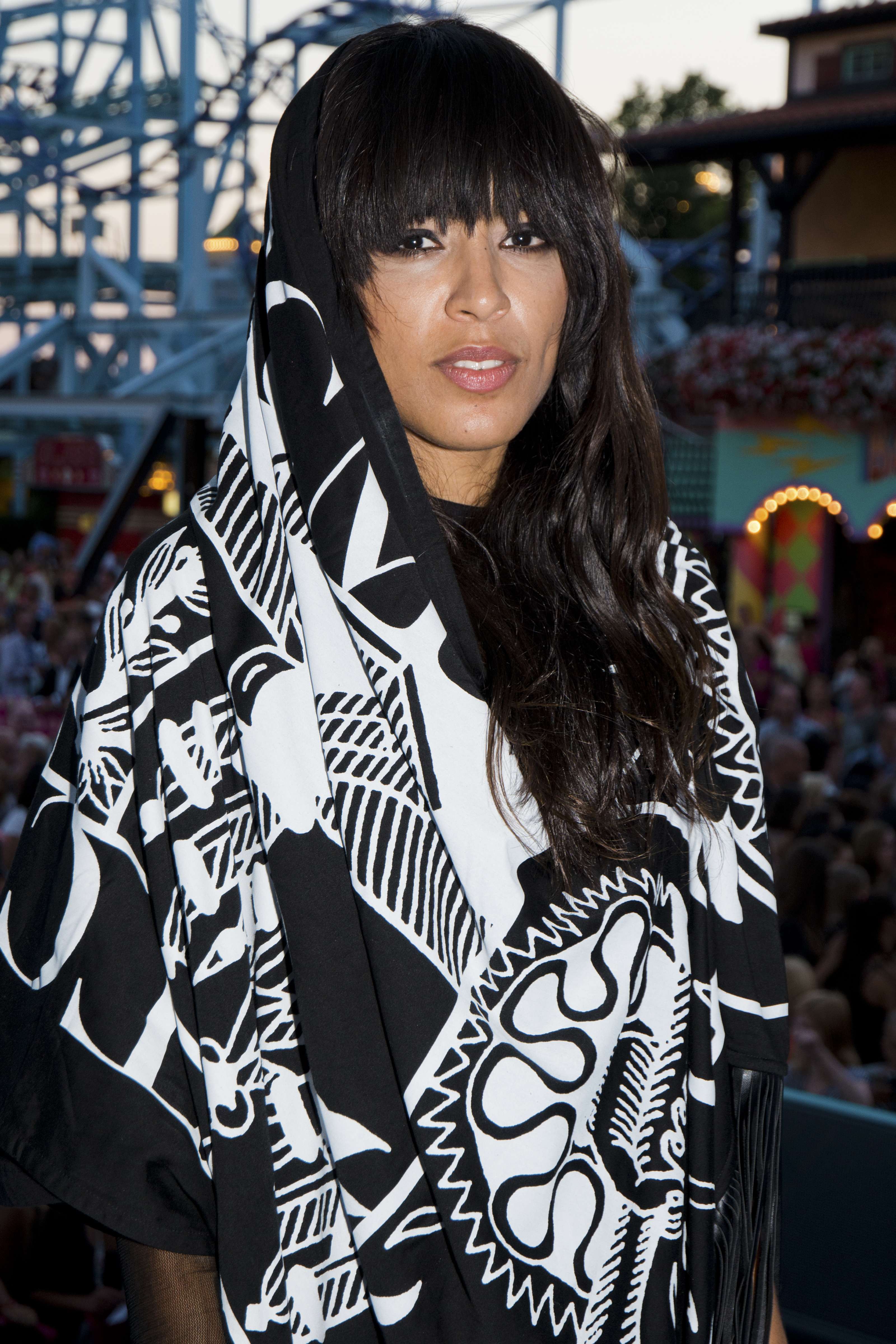
لورین، برنده مسابقه ۲۰۱۲.
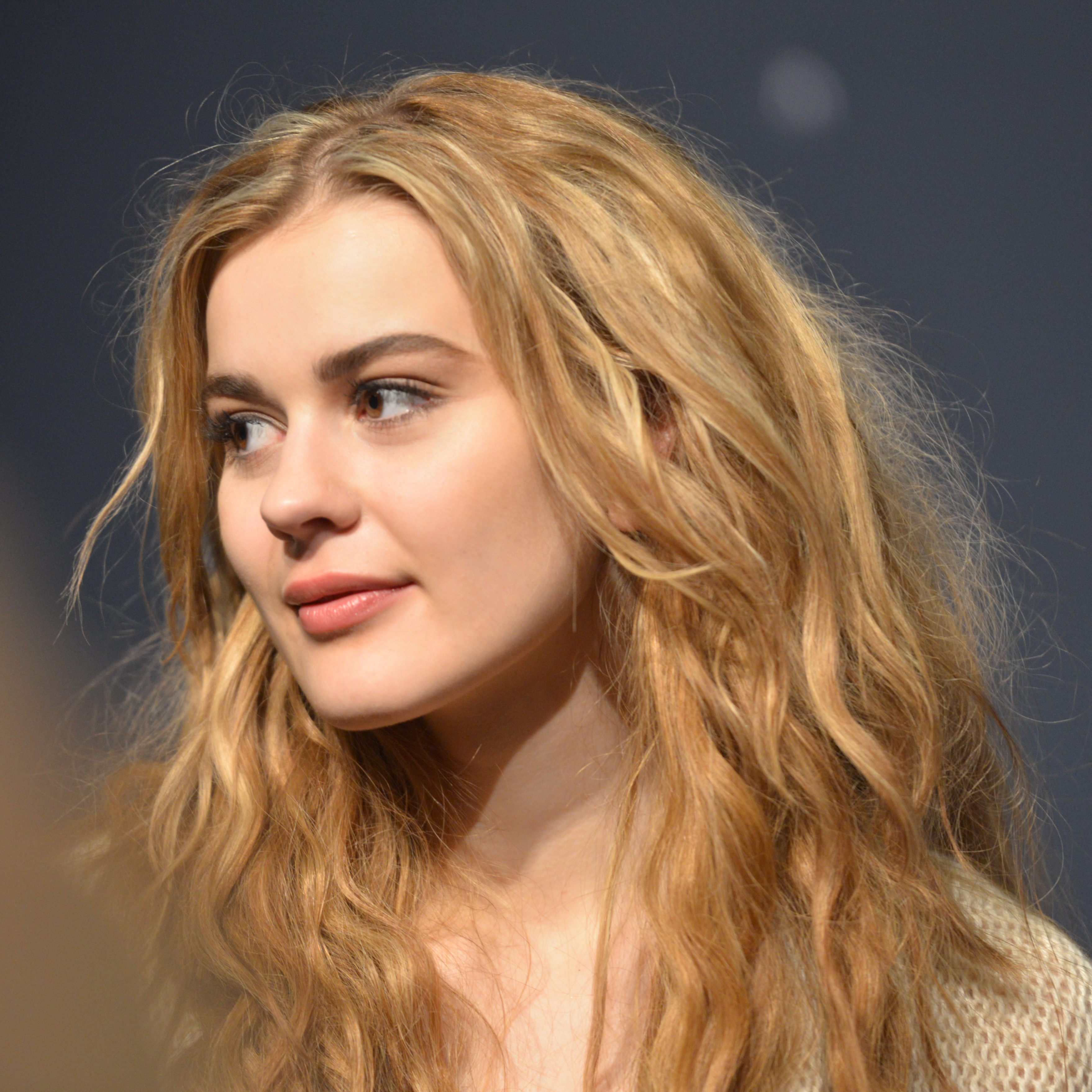
امیلی دو فورست، برنده مسابقه ۲۰۱۳.
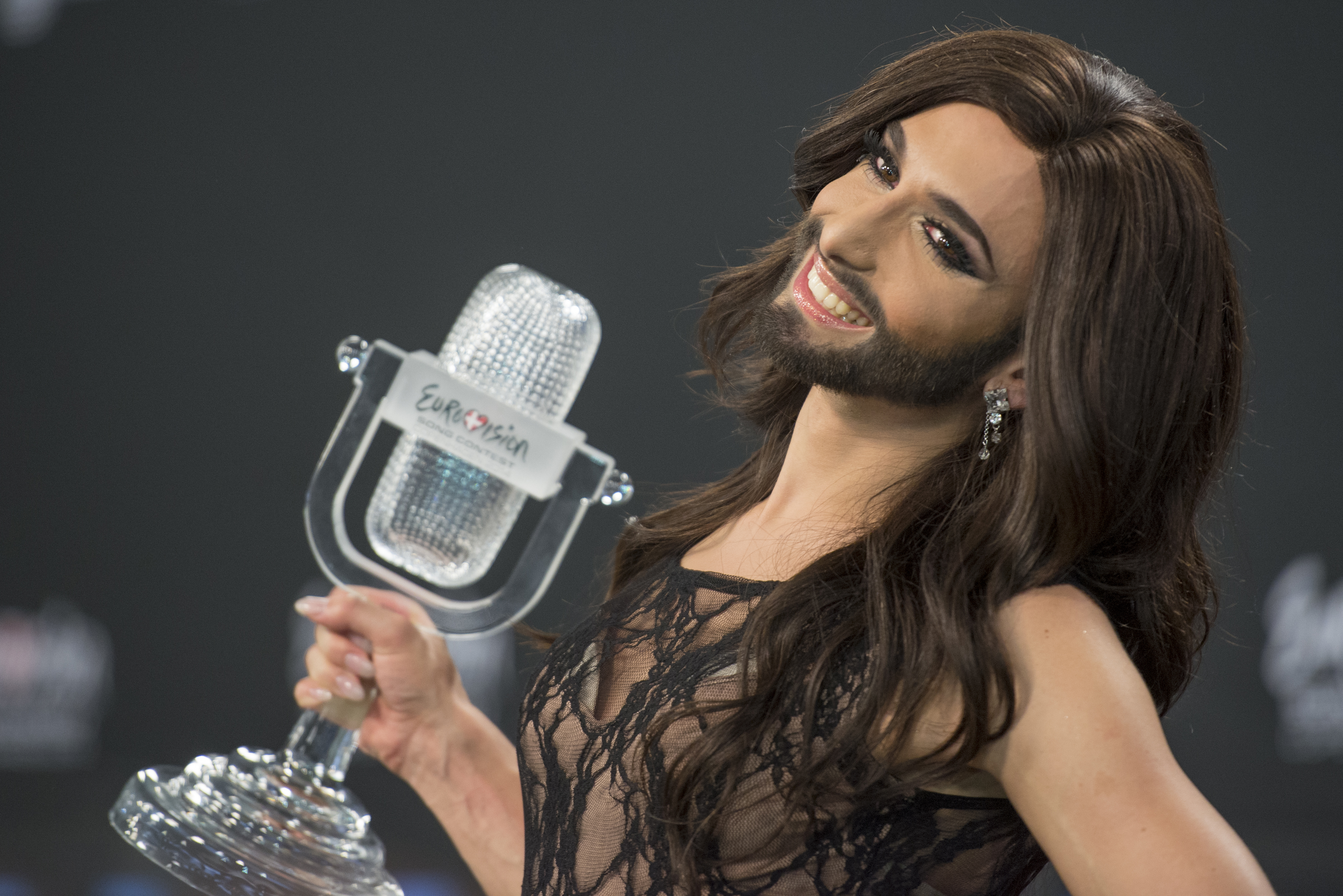
کنچیتا وورست، برنده مسابقه ۲۰۱۴ .
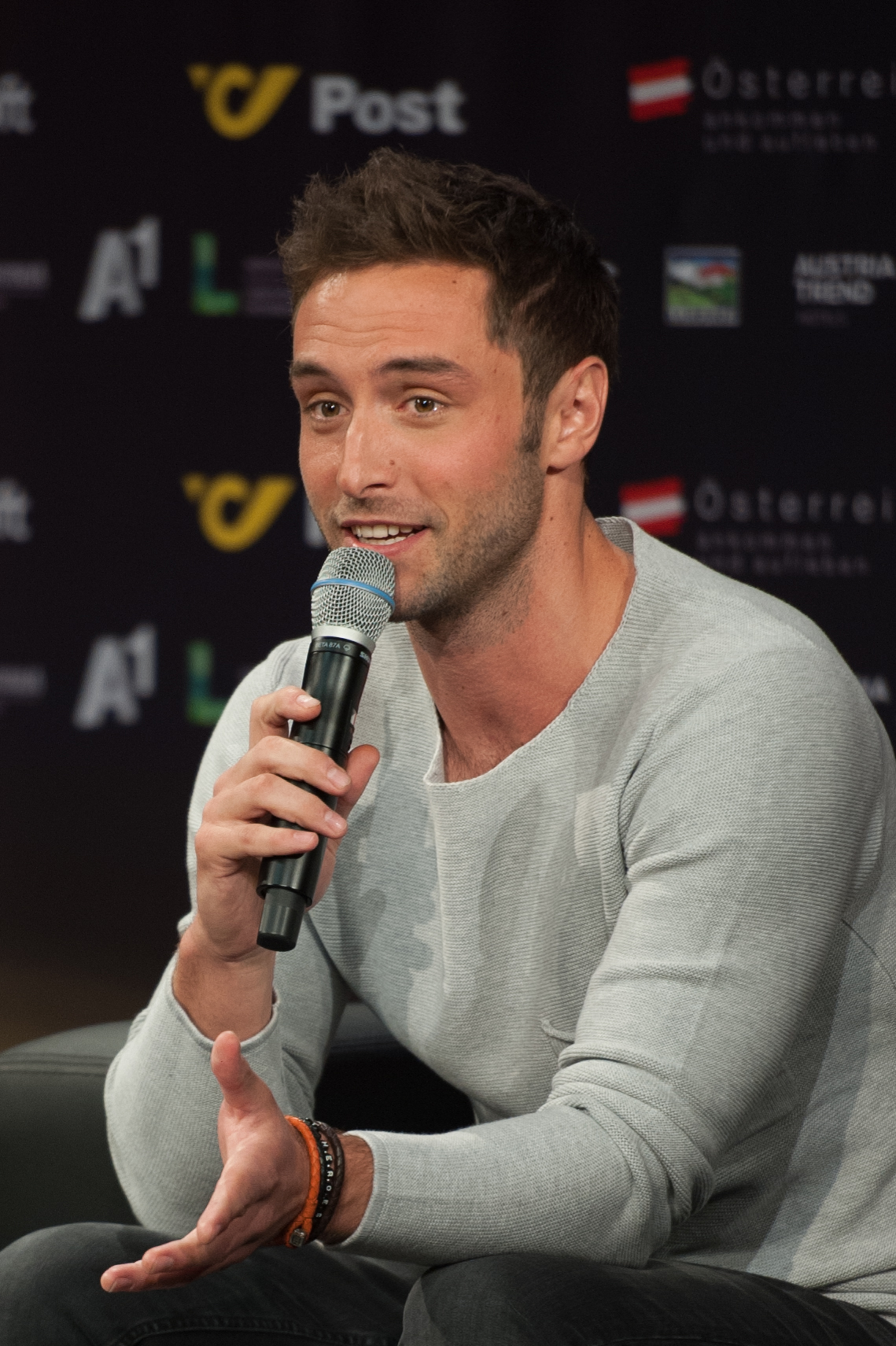
مانس زلمرلو، برنده مسابقه ۲۰۱۵.
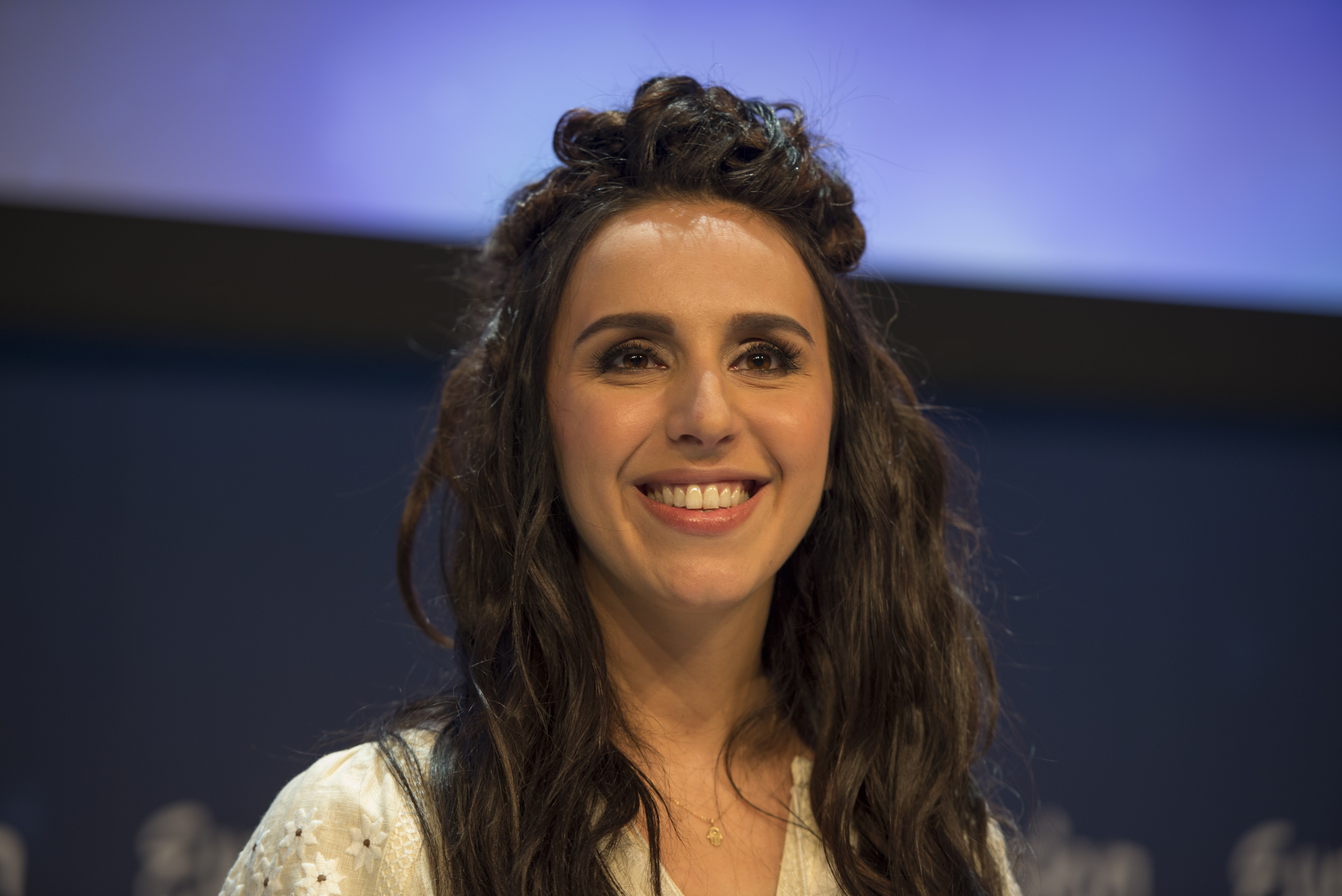
جامالا، برنده مسابقه ۲۰۱۶.